# Église Saint-Aignan de Chartres
Pour les articles homonymes, voir Église Saint-Aignan.
L'église Saint-Aignan doit son nom à l'évêque d'Orléans vers 400, époque où s'élevait là déjà une église pré-romane, remplacée plus tard par d'autres constructions qui subirent des incendies au XIIe siècle, puis en 1262. Saint-Aignan était la paroisse des comtes de Blois et de Chartres.
L'église Saint-Aignan fait l’objet d’un classement au titre des monuments historiques dans la liste des monuments historiques protégés en 1840.

## L'église primitive et le vestige gothique

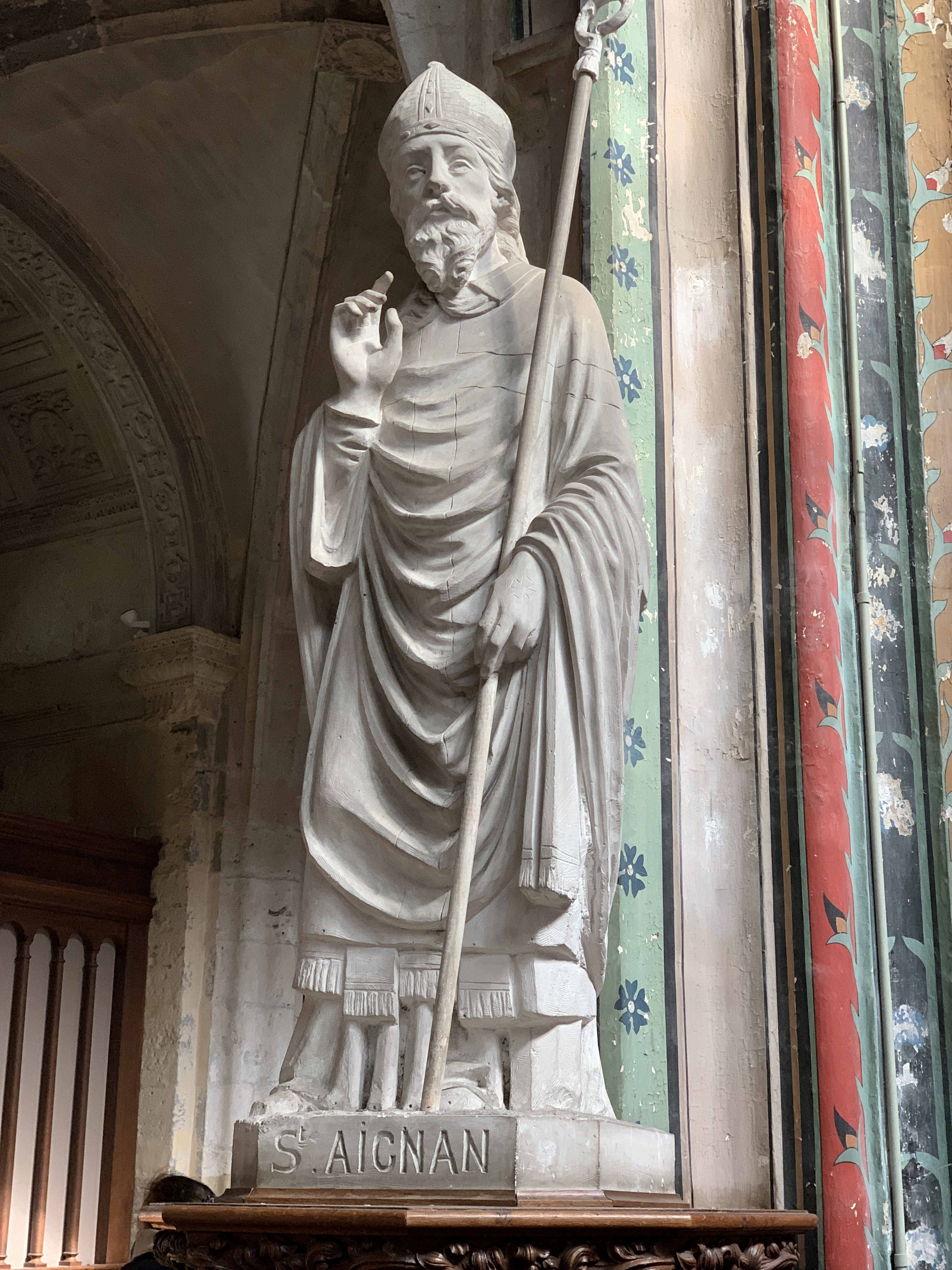
Statue de saint Aignan.

La tradition fait de l'église élevée du Ve siècle par Aignan d'Orléans, dont il ne reste rien, le lieu d'inhumation du saint.
Enserrée entre le château aujourd'hui disparu des comtes de Chartres et le rempart reconstruit au IXe siècle, elle devient au Moyen Âge tardif la première église paroissiale de la cité et en demeure la plus ancienne.
Elle est reconstruite au XIVe siècle en style gothique, comme en témoigne le portail principal, unique vestige de cette époque. La modestie de celui-ci est en rapport avec l'étroitesse du réseau de ruelles d'alors.
La terrasse qui s'ouvre au sud recouvre l'ancien cimetière. Le chevet est alors étendu sur le haut du rempart, qui n'a plus d'utilité.

## Édifice actuel

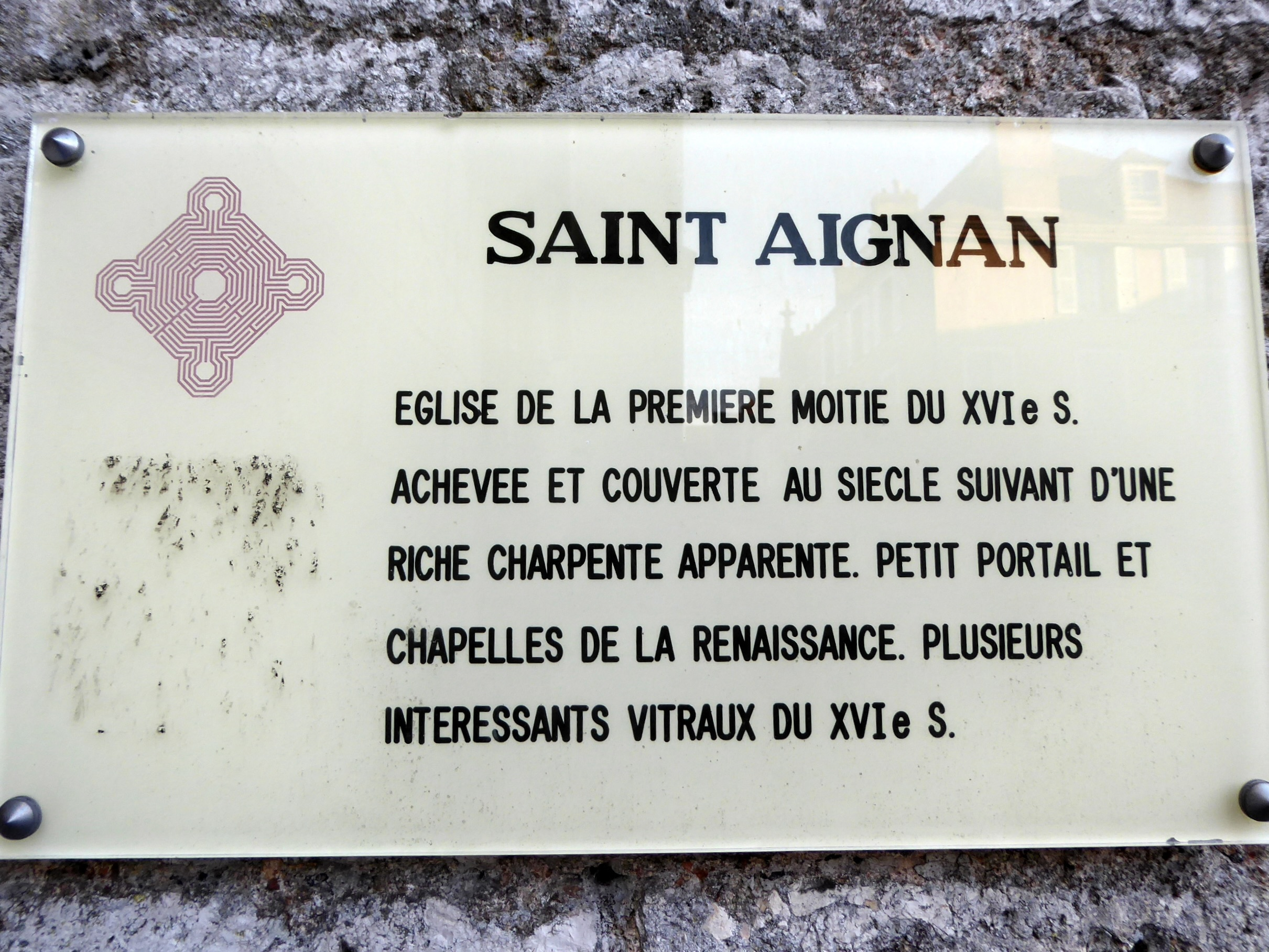
Plaque de monument historique.

La crypte, bien éclairée par des fenêtres qui s'ouvrent sur la rue Saint-Pierre en contrebas, date de la fin du XVe siècle mais l'édifice actuel date du début du XVIe siècle. Aux derniers exercices flamboyants (profils des piliers, décorations de tympans) s'imposent les colonnettes à l'antique typiques de la Renaissance. Le petit portail du bas-côté nord porte la date de 1541. L'architecte est peut-être le même que celui de l'église Sainte-Foy, partiellement détruite à la Révolution. Son projet de voûte pour la nef, dont les colonnes devaient porter les ogives, a été annulé.
La tourelle à gauche date des XVIe et XVIIe siècles. Elle est reliée à l'édifice principal par un arc-boutant portant un escalier qui date du projet de 1541. Les culées prévues pour les autres arcs-boutants restent sur les façades extérieures sans emploi. La galerie du second étage n'est élevée qu'en 1625, sous Louis XIII. On se contente d'un bardeau de bois pour recouvrir la nef et d'un triforium pour les bas-côtés.
Bien national sous la Révolution, l'église est généreusement reconvertie en hôpital militaire. Elle échappe aux injures de la Terreur en se faisant prison puis est revendue contre quelques assignats à un entrepreneur, qui s'en sert comme magasin de fourrage, ce qui la sauve d'un débitage.
La Restauration le rend au culte en 1822. En 1869, la peinture intérieure, fresques polychromes dans le goût romantique, est confiée à un collaborateur d'Eugène Viollet-le-Duc, Émile Boeswillwald[réf. souhaitée].

### Surveillance et entretien du bâtiment

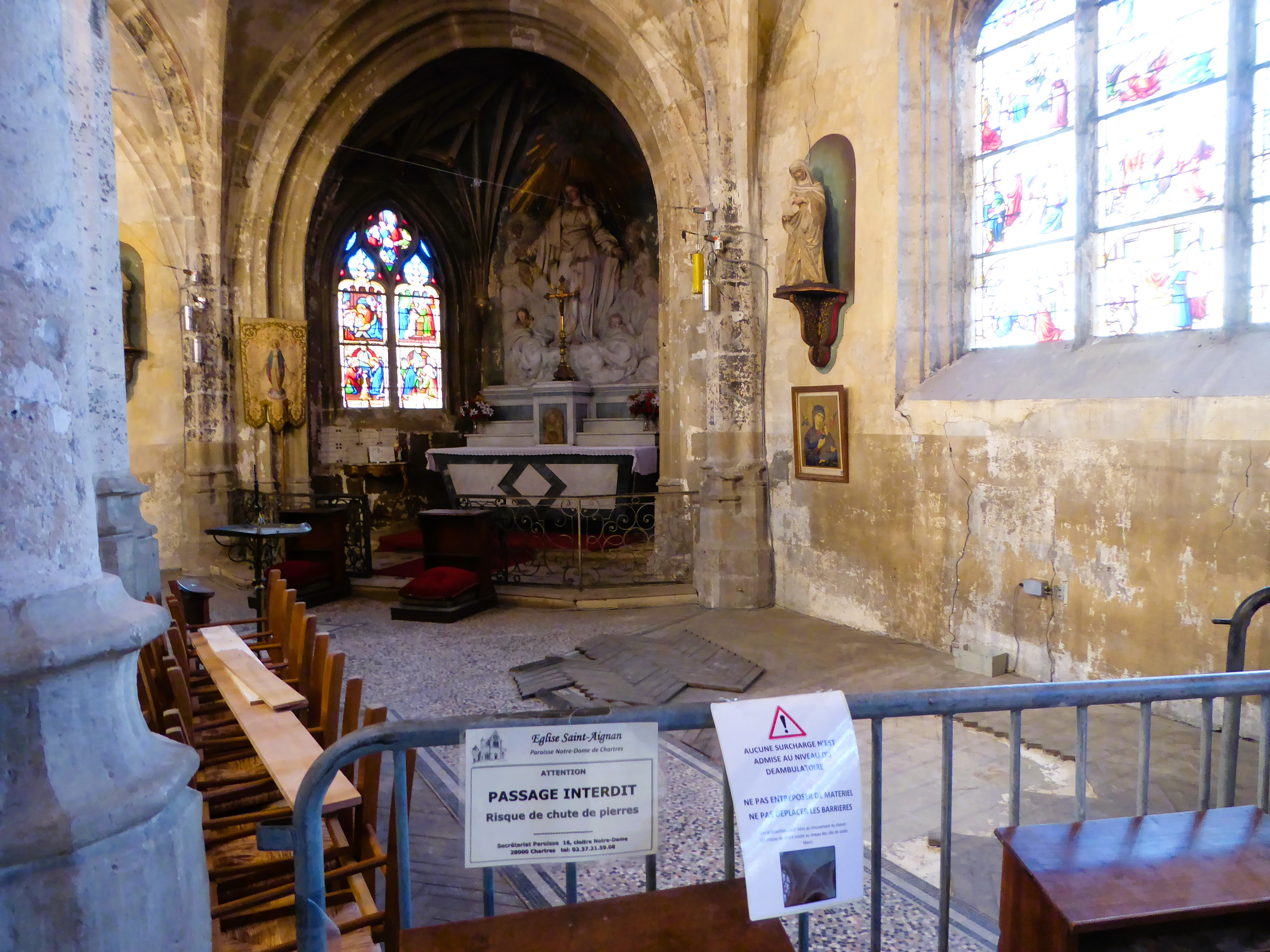
« Passage interdit », 2024.

Depuis 1988, divers instruments de mesure ont pour objet d'évaluer l'importance des déformations de la structure et se prémunir des risques encourus, afin d'assurer la sécurité des personnes et la sauvegarde du bâtiment : convergencemètres à fil dans la travée axiale du déambulatoire, fissuromètre sous la voûte du déambulatoire, jauge Saugnac G1, témoin à lame de verre.
En juillet 2024, l'accès du public au déambulatoire est interdit pour risque de chute de pierres et la chapelle axiale de la Vierge n'est plus accessible.

L'église Saint-Aignan - Extérieur
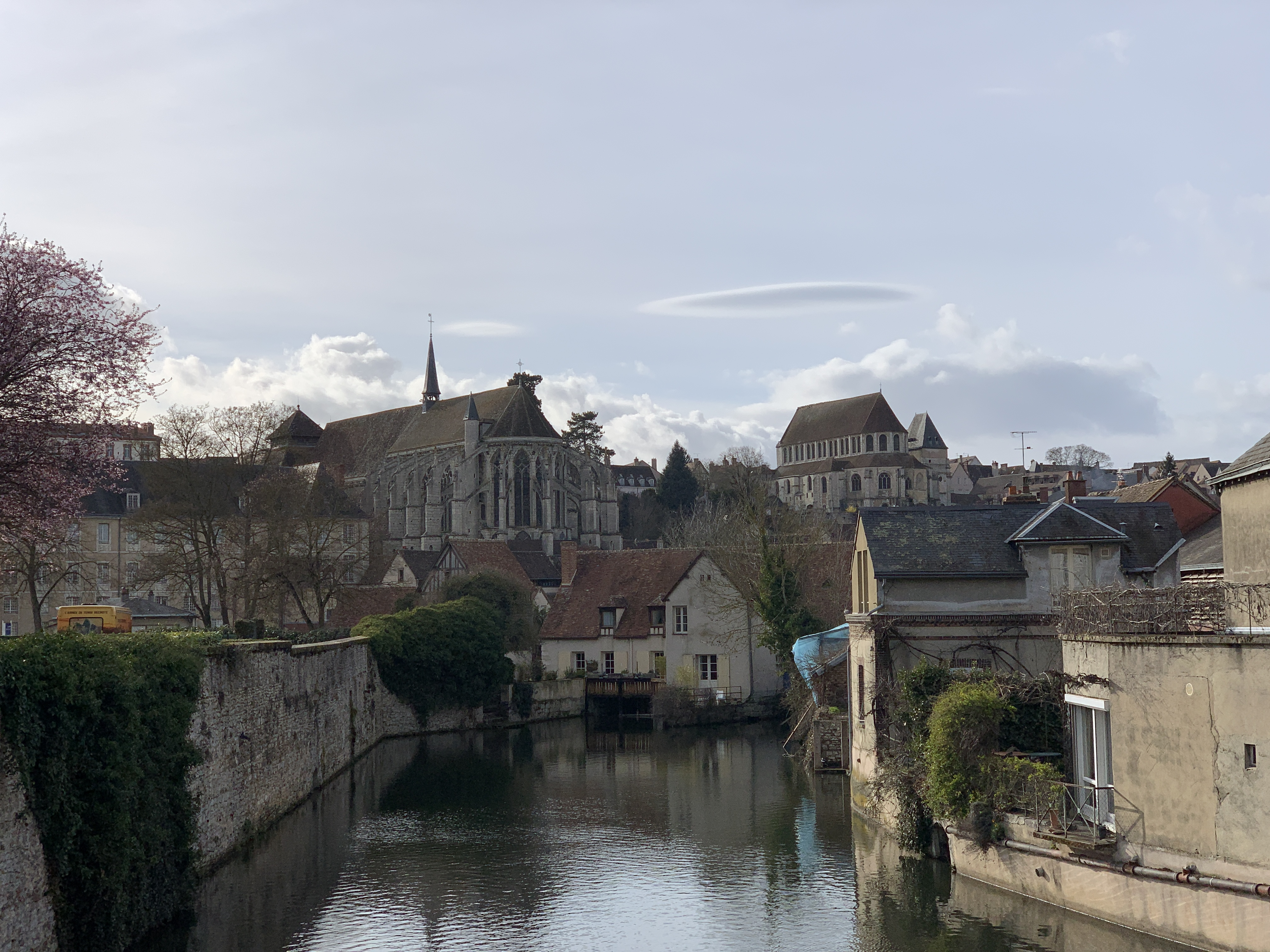
L'église Saint-Aignan au second plan, derrière l'église Saint-Pierre.
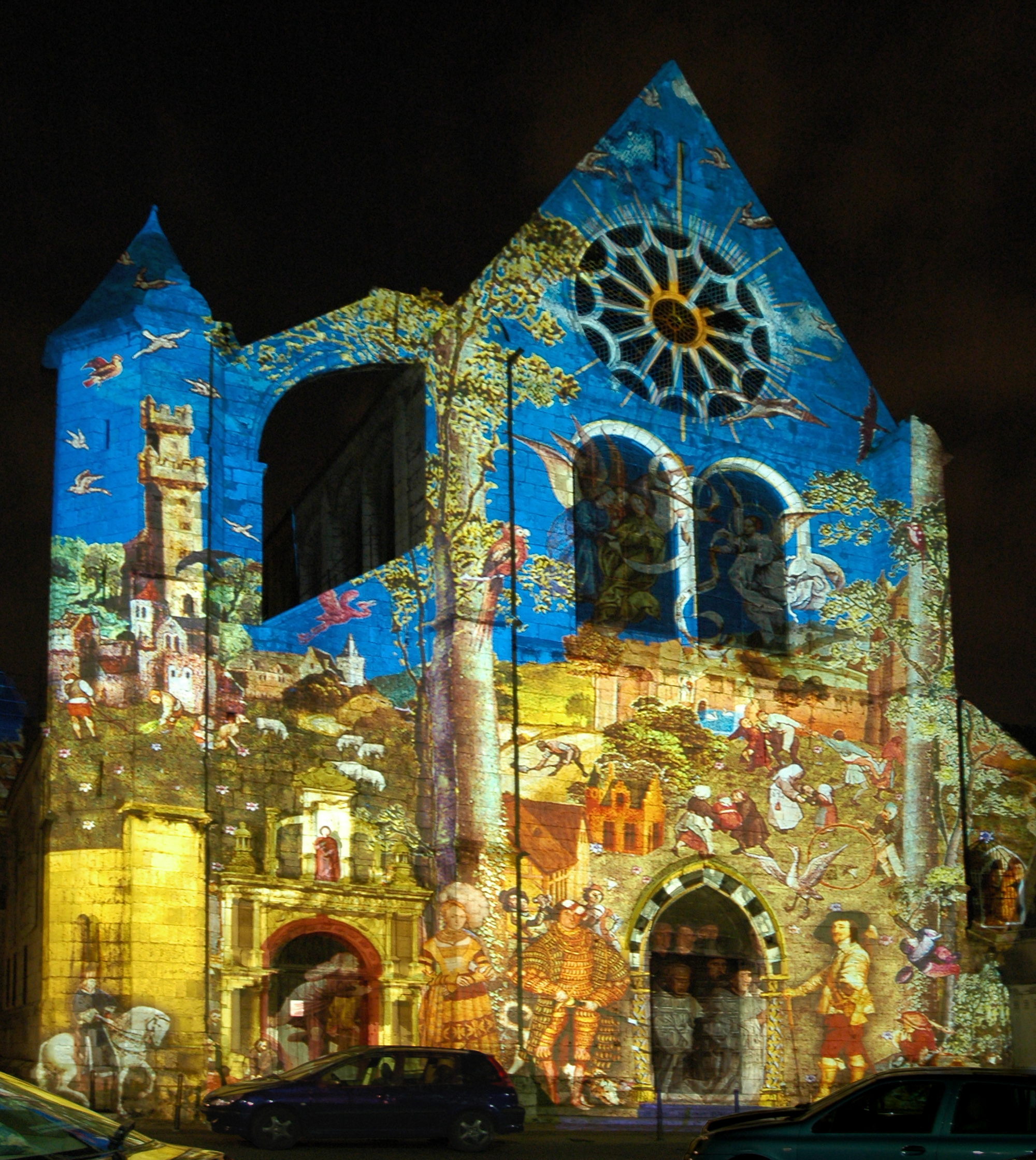
L'église durant Chartres en Lumières, 2006.
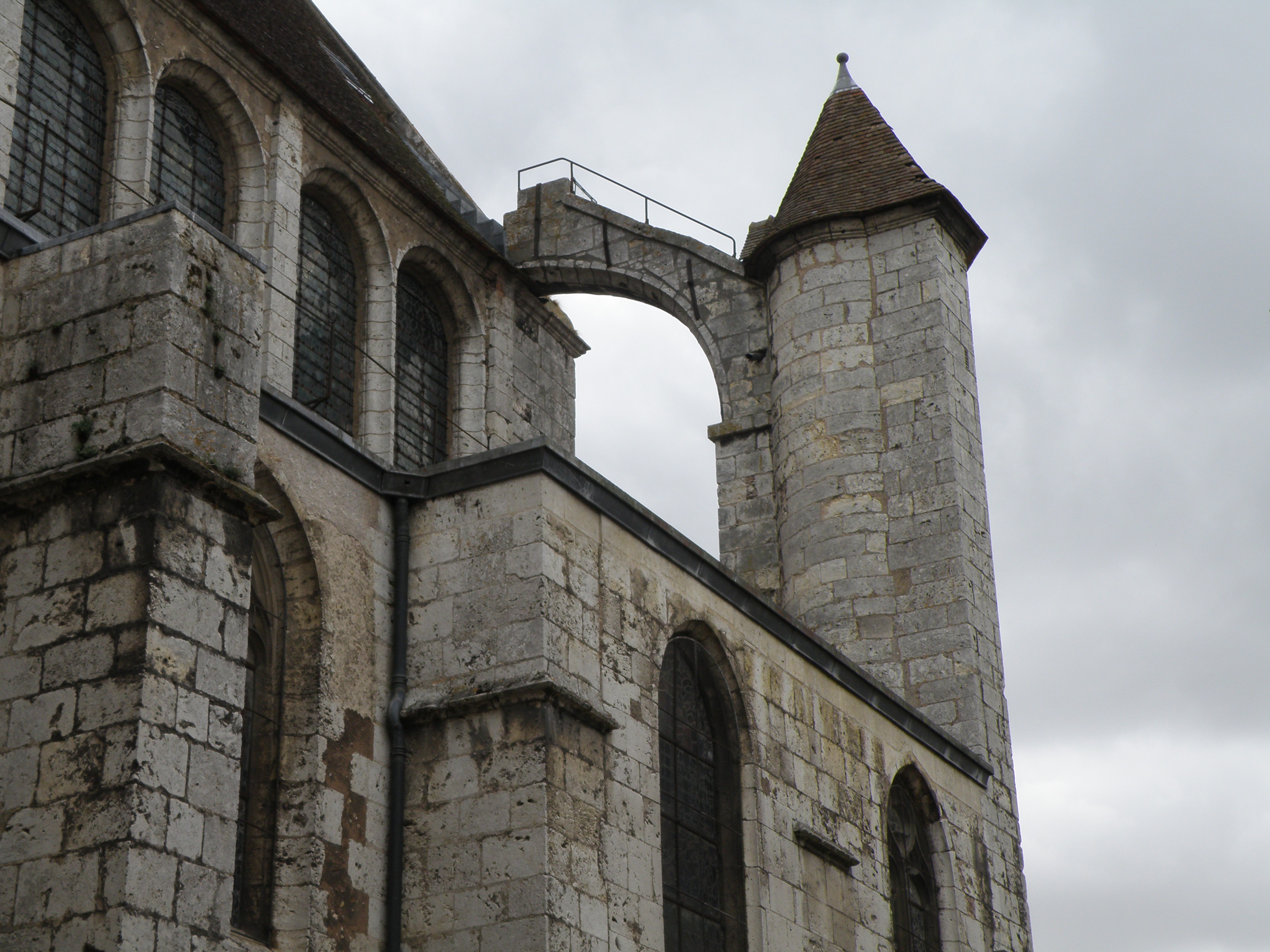
Tourelle et escalier d'accès à la toiture.
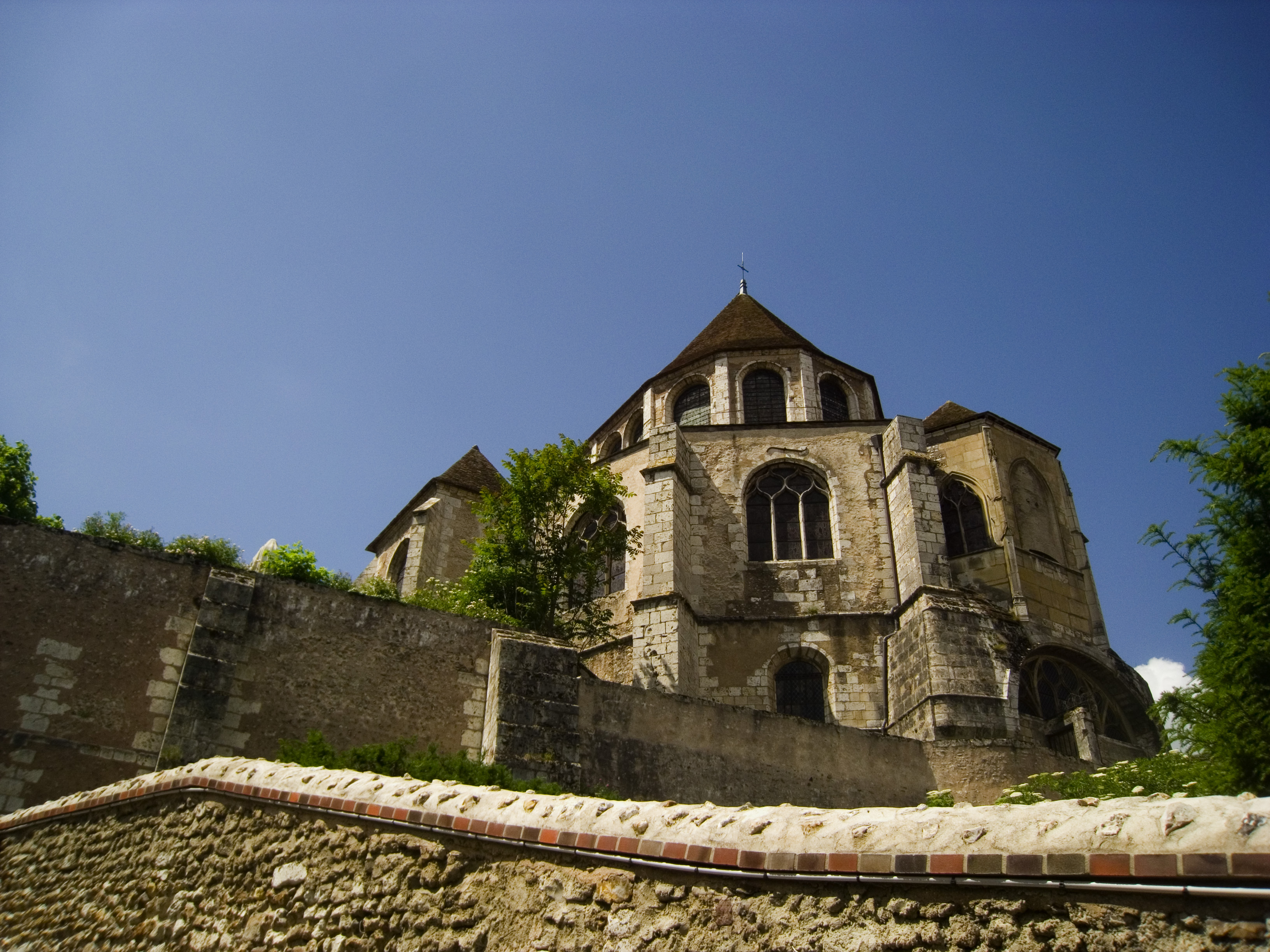
Le chevet, depuis le tertre Saint-François.
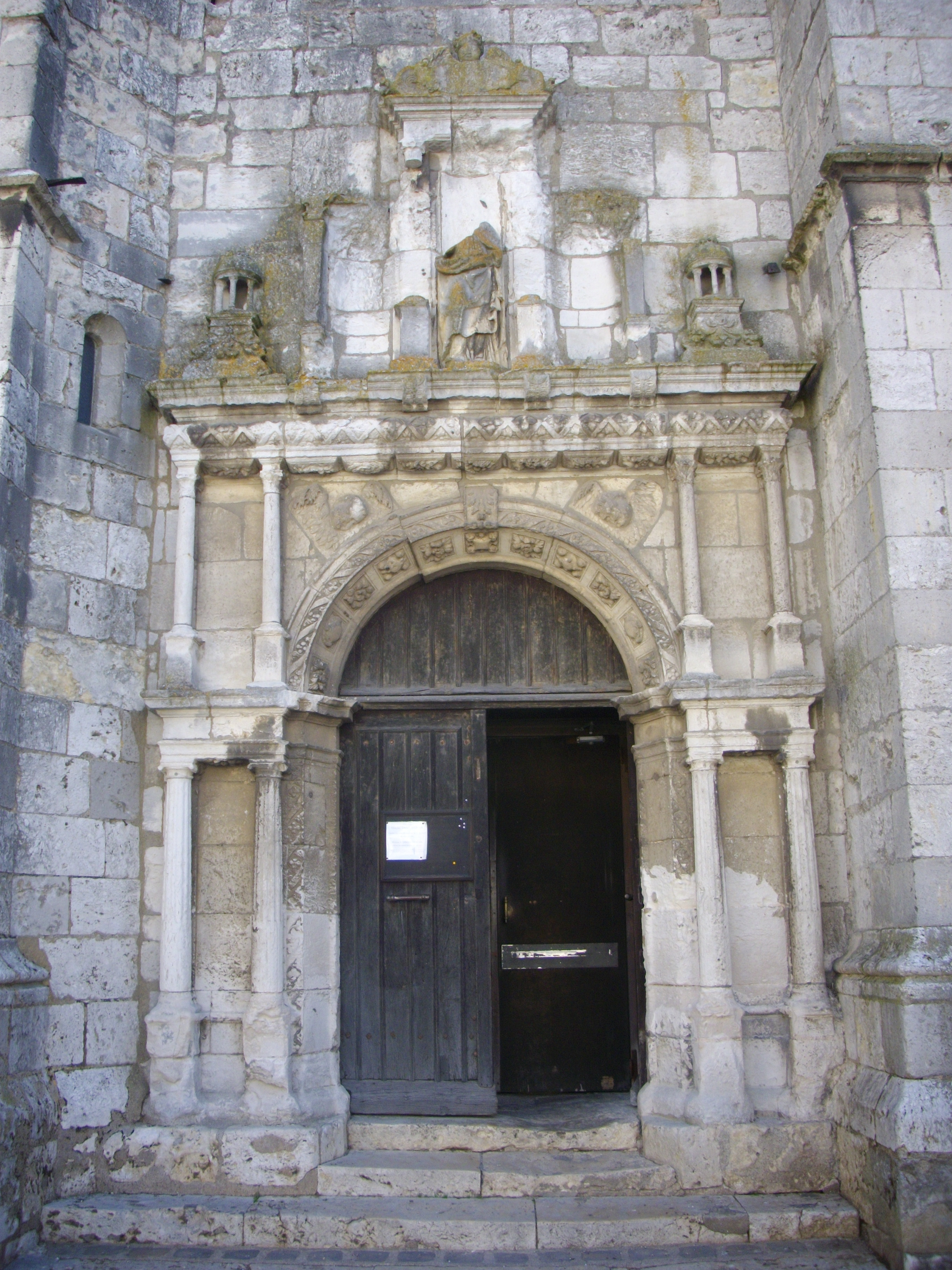
Portail ouest.

## Chapelles intérieures
- La chapelle axiale est dédiée à la Vierge ; elle est encadrée par deux vitraux de 1857 réalisés par la Fabrique du carmel du Mans (baies n° 1 et 2) ;
- Mur nord (de l'entrée vers la chapelle axiale) :
  - Chapelle des fonts baptismaux : vitrail de fragments épars, « macédoine » ou « salade », baie n° 15,  Classé MH (1840)[2] ;
  - Ancienne chapelle Saint-Étienne : vitrail de fragments épars de 1566 avec inscription du donateur Jean Vacher, « macédoine » ou « salade »[3], baie n° 13,  Classé MH (1840)[2] ;
  - Ancienne chapelle Sainte-Anne : vitrail de l'épiscopat de Saint-Aignan et construction de l'église, lancettes refaites par les ateliers Lorin en 1893, baie n° 7,  Classé MH (1840)[2].
- Mur sud  (de la chapelle axiale vers l'entrée) :
  - Chapelle du Sacré-Cœur : vitrail de la Crucifixion de Jean Villette, 1949, baie n° 8 ;
  - Chapelle Saint-Michel : voûte Renaissance, trois vitraux 
    - Le combat de l'archange saint Michel contre Lucifer de 1547, armes de la famille Chaline, baie n° 12,  Classé MH (1840)[2] ;
    - « Ego absolvo », verrière inférieure gauche ;
    - « Jean-Marie Vianney », verrière inférieure droite.

  - Chapelle de Givès et Bouvart : trois vitraux, dont la baie n° 14 comportant les armes de la famille d'Harcourt,  Classé MH (1840)[2] ; les deux vitraux inférieurs présentent des motifs géométriques ;
  - Chapelle Saint-Joseph : vitrail des ateliers Lorin, vers 1865, baie n° 16 ;
  - Chapelle Saint-Roch et Saint-Christophe : vitrail de la Passion du Christ, Simon de Cyrène aide Jésus à porter la croix, de 1543, armes de la famille Godeffroy, baie n° 18,  Classé MH (1840)[2] ;
  - Chapelle d'accès à l'ancien cimetière : porte murée, clés de voûte en forme de crâne, vitrail du Crucifiement de saint Pierre du XVIIe siècle (tympan) et des saints Paul, Barthélémy, André, Saturnin (lancettes refaites en 1894 par les ateliers Lorin), baie n° 20,  Classé MH (1840)[4].

Chapelles du mur nord et chapelle axiale
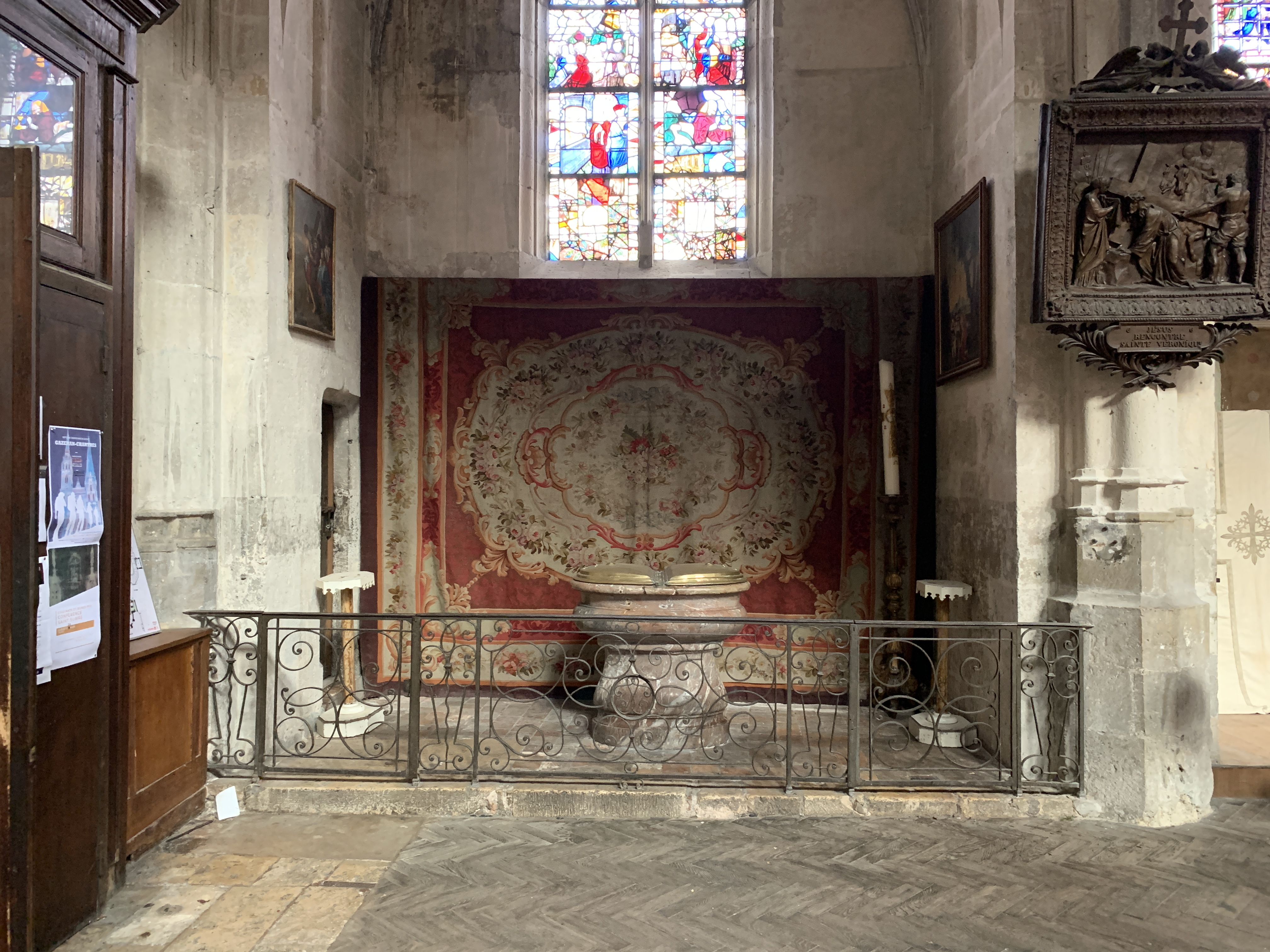
Chapelle des fonts baptismaux (baie n° 15).
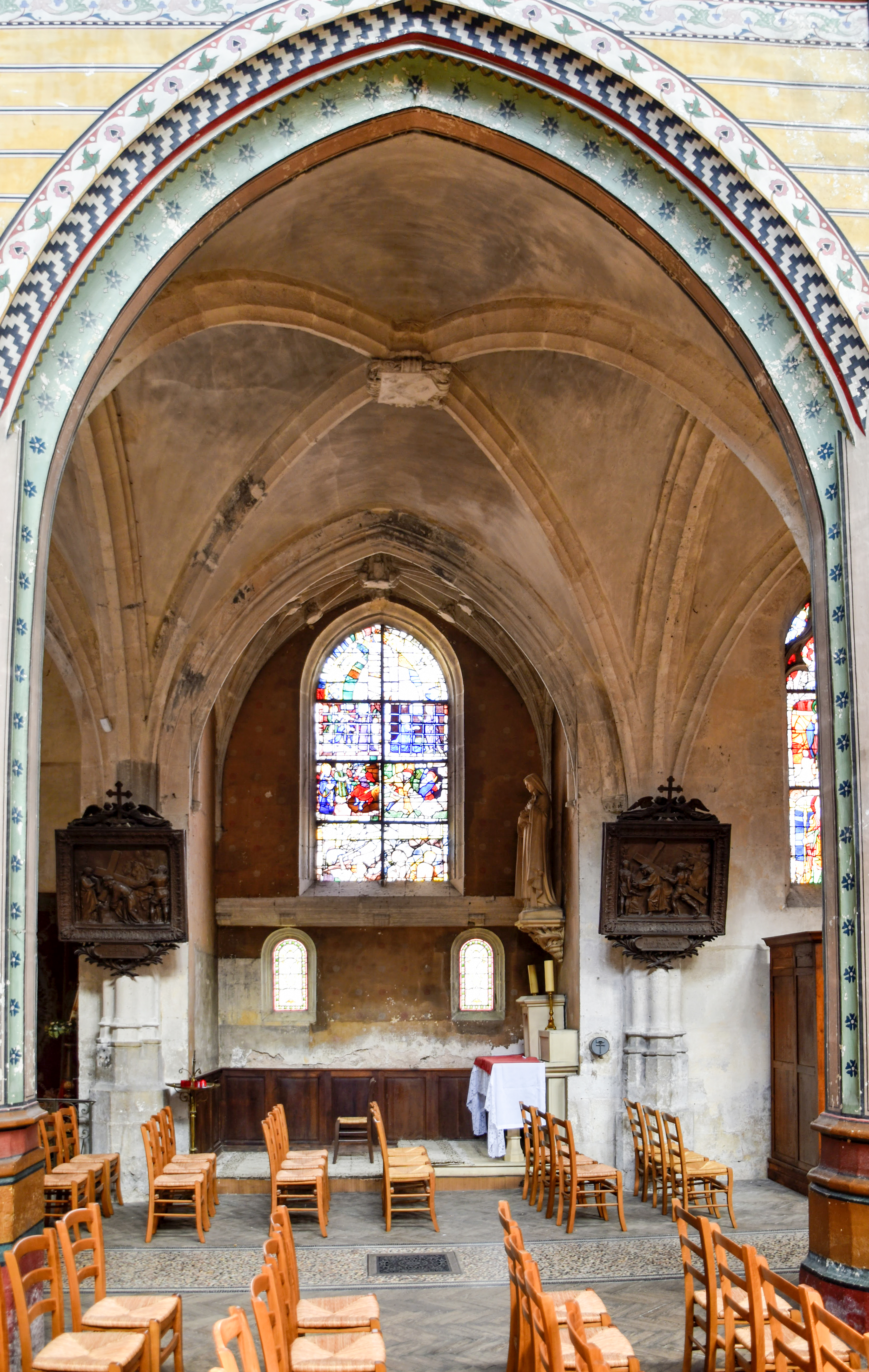
Ancienne chapelle Saint-Étienne (baie n° 13).
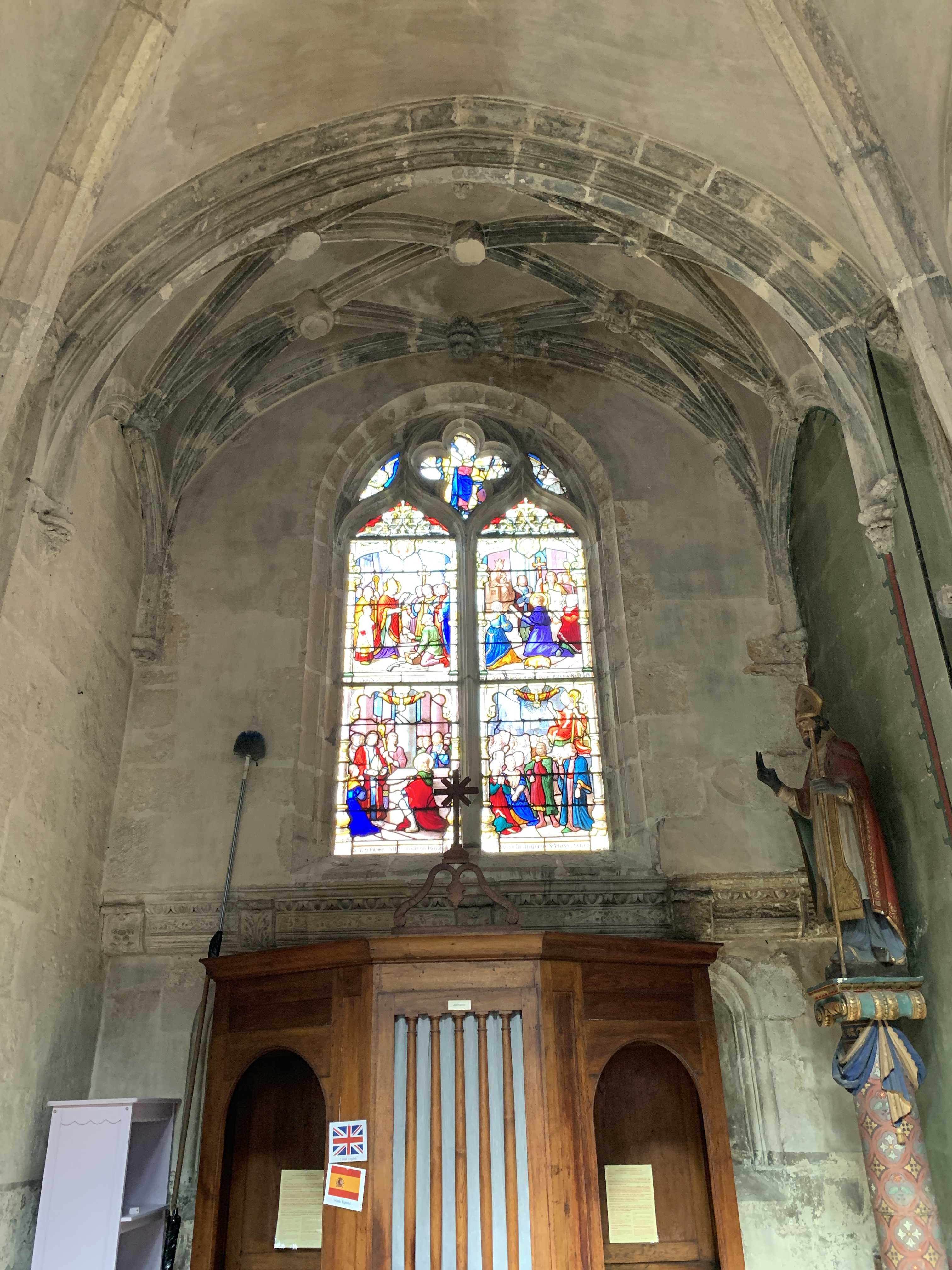
Ancienne chapelle Saint-Anne (baie n° 7).
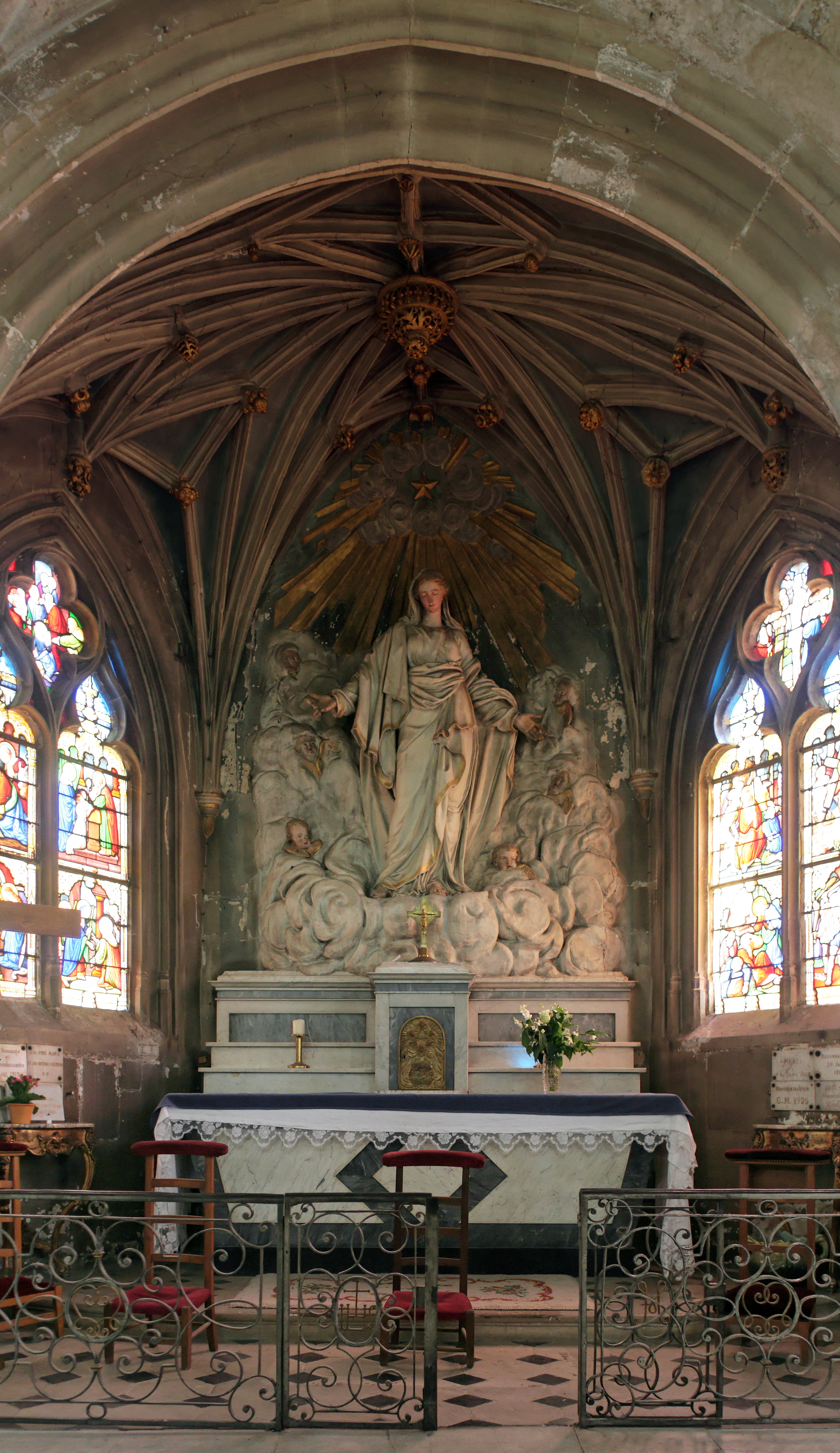
Chapelle axiale de la Vierge (baies n° 1 et 2).

Chapelles du mur sud
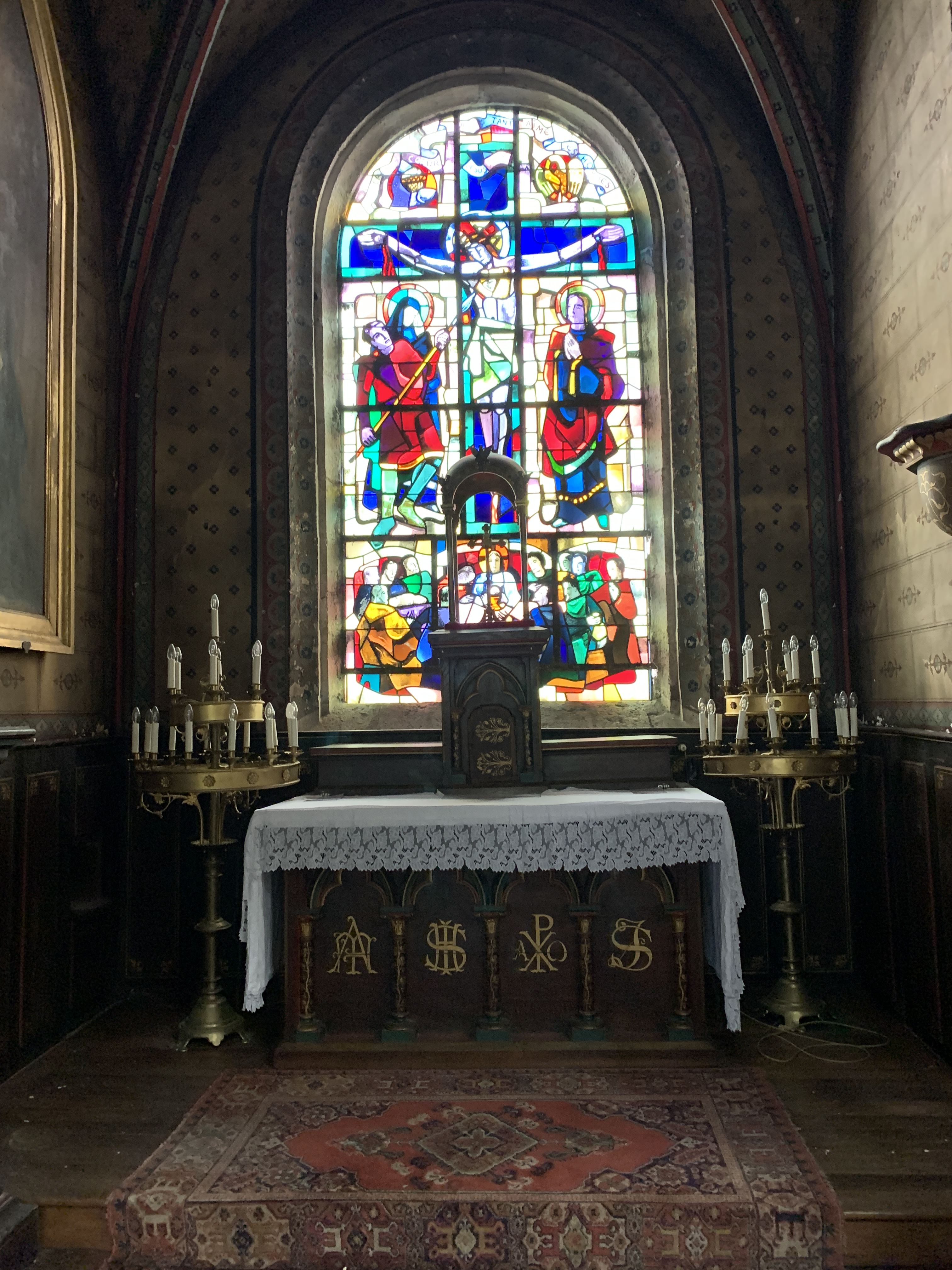
Chapelle du Sacré-Cœur (baie n° 8).
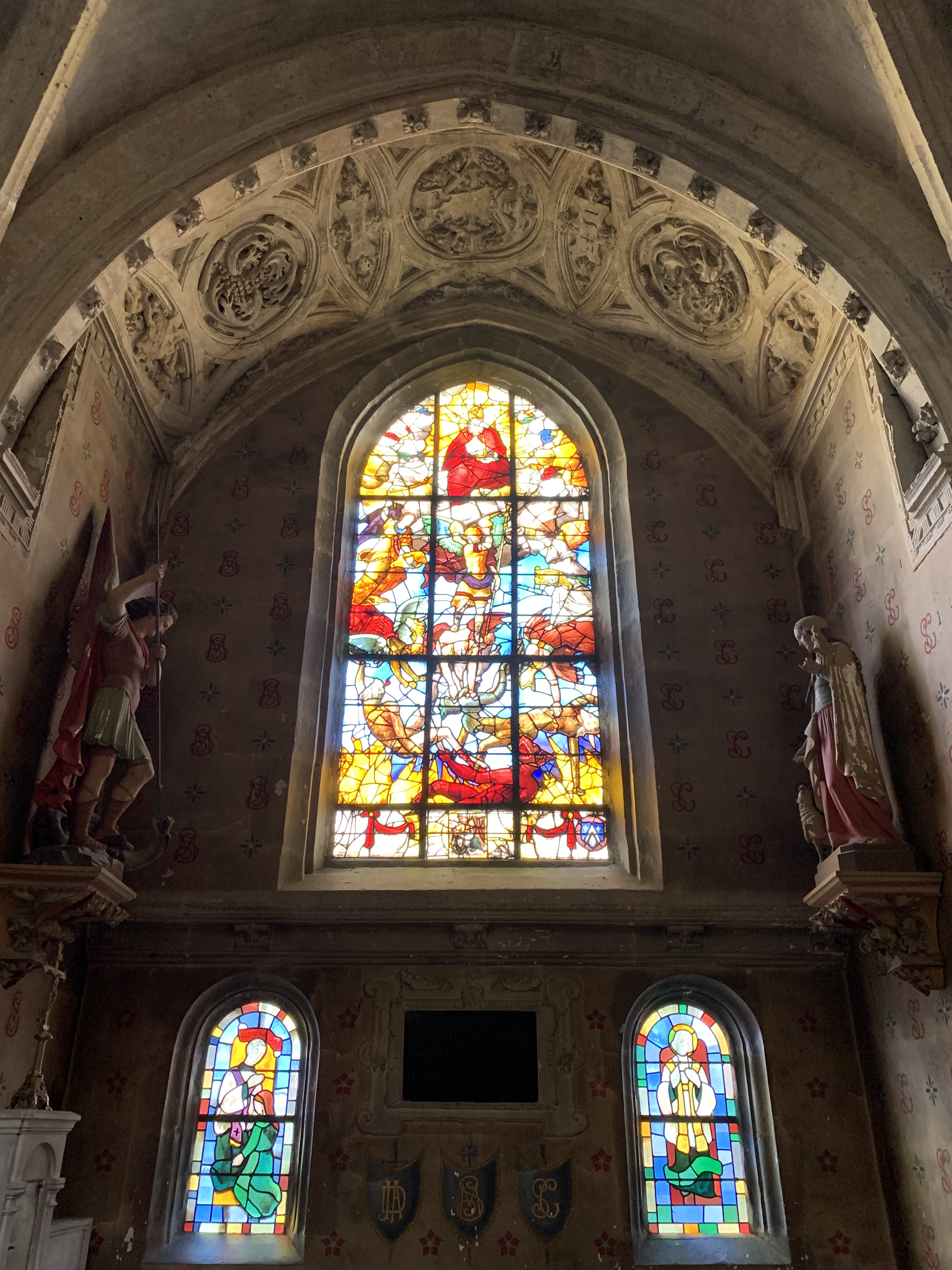
Chapelle Saint-Michel (baie n° 12).
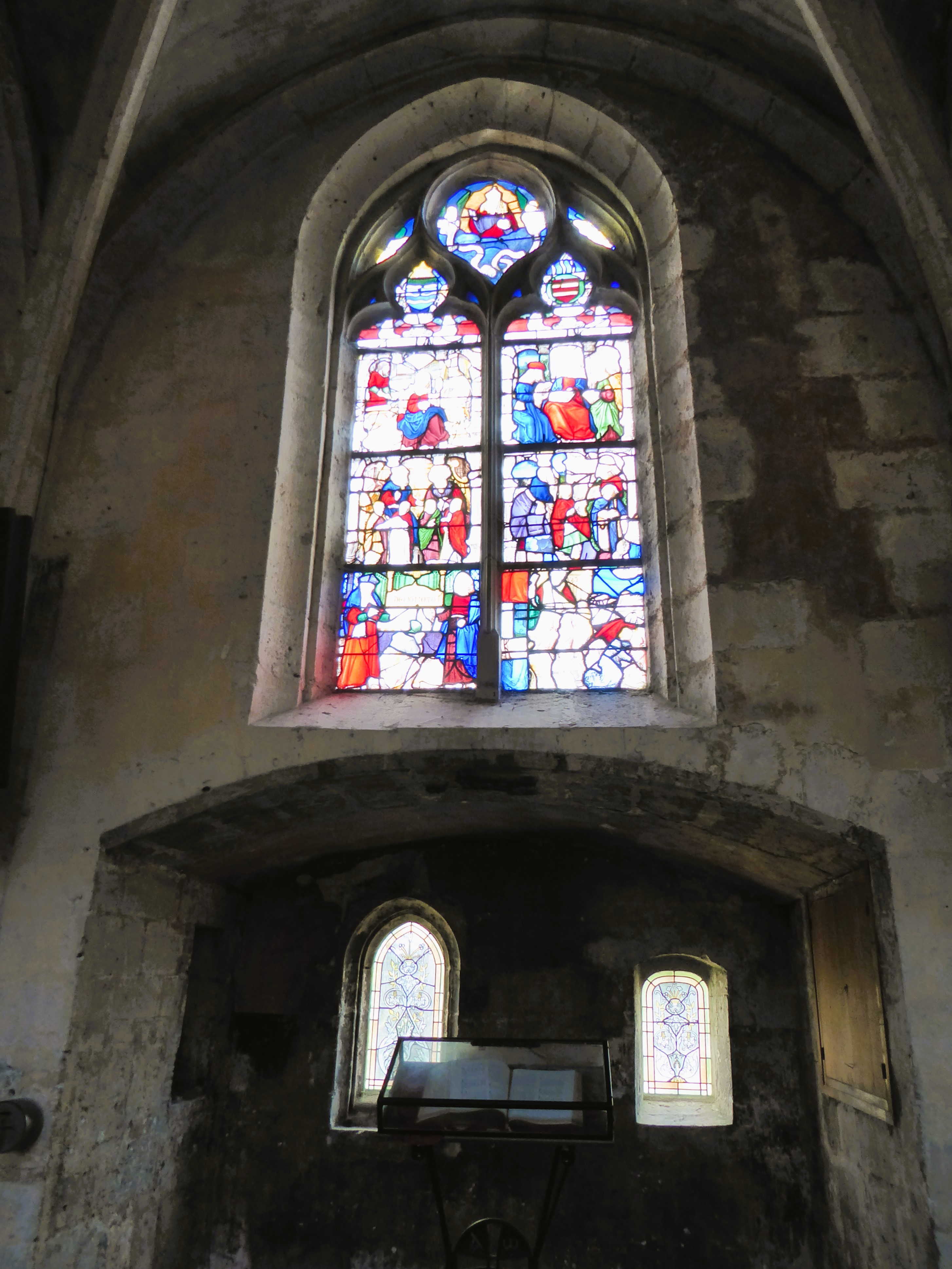
Chapelle Givès et Bouvart (baie n° 14).
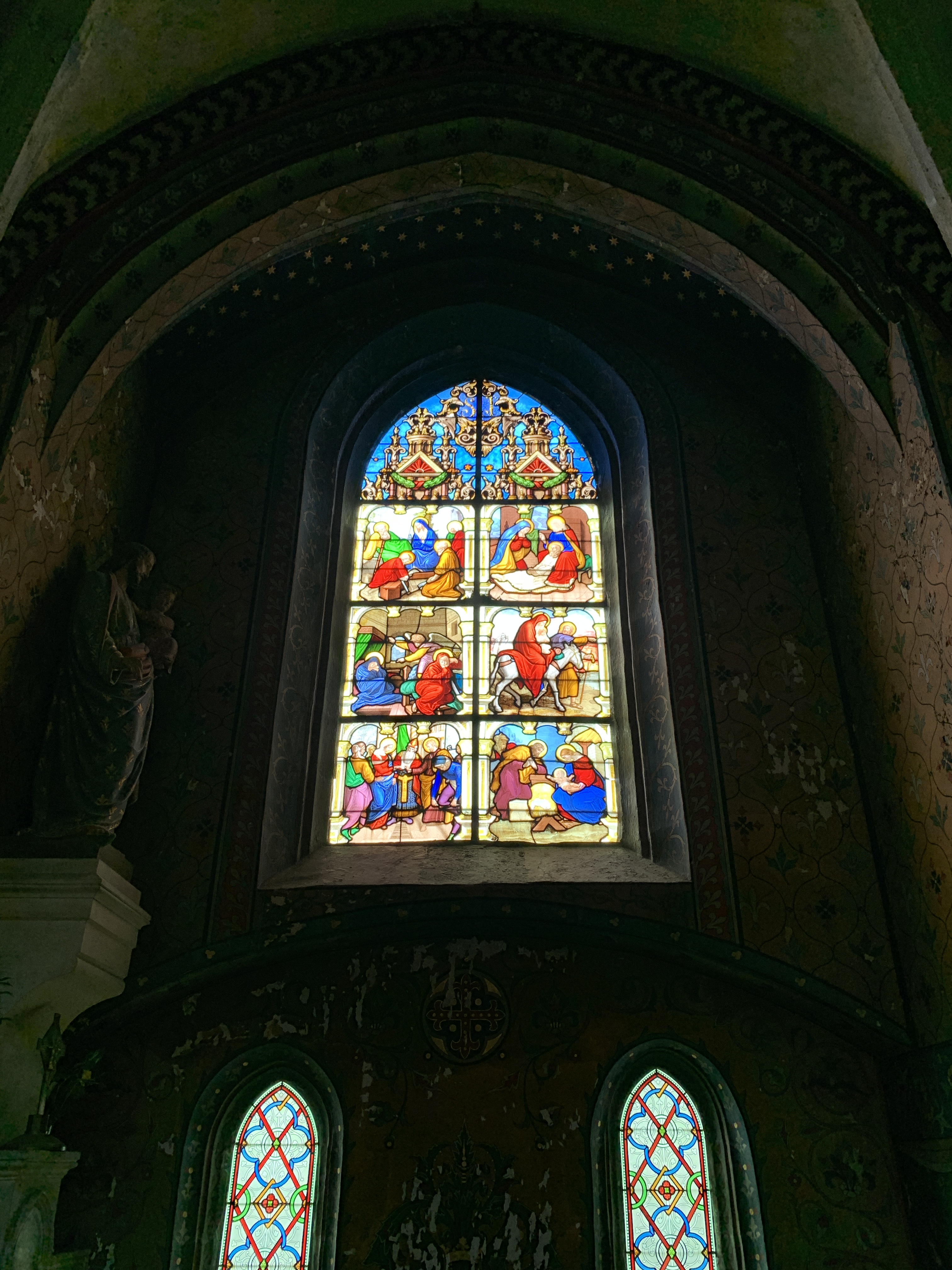
Chapelle Saint-Joseph (baie n° 16).
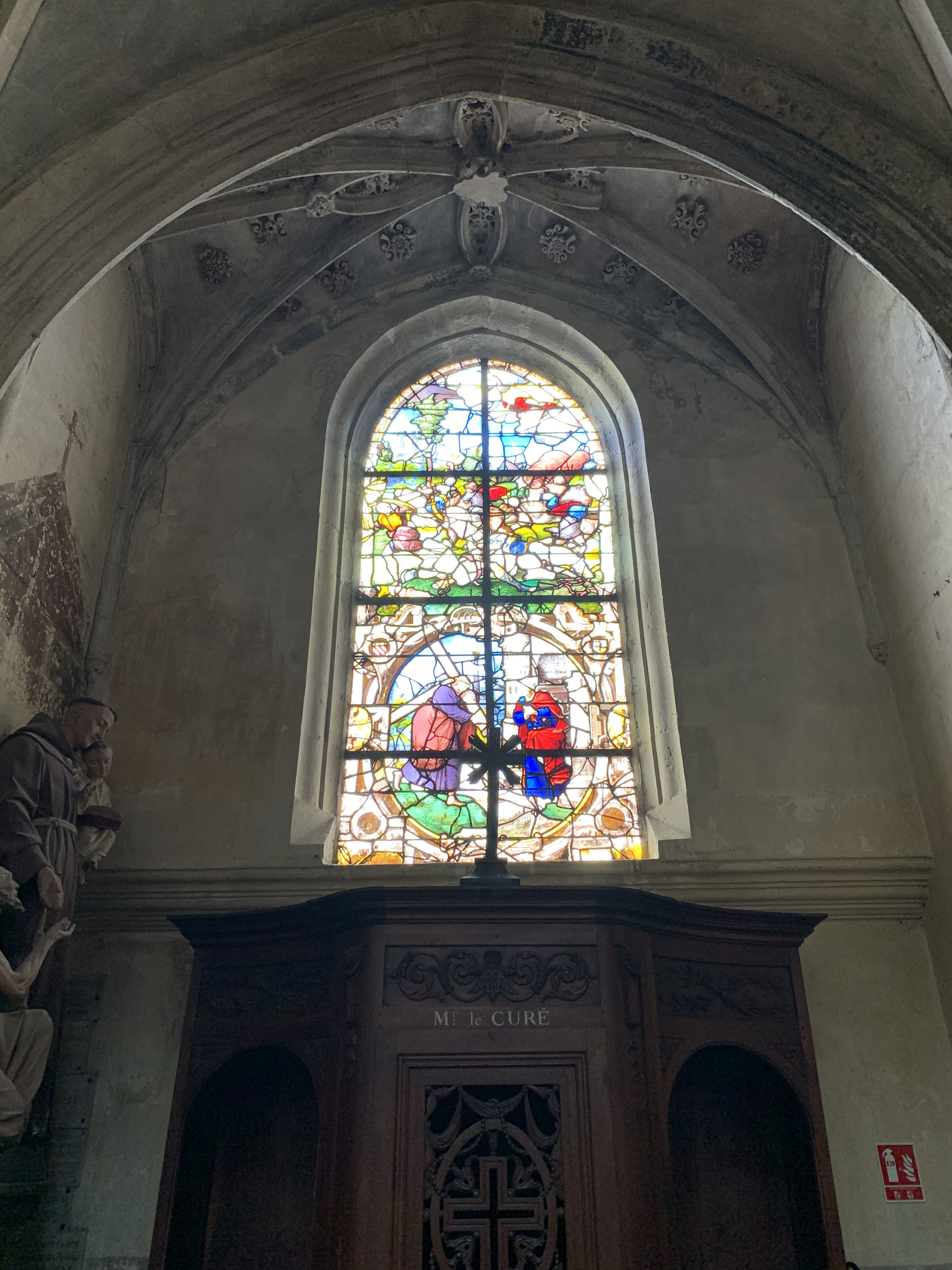
Chap. Saint-Roch et Saint-Christophe (baie n° 18).
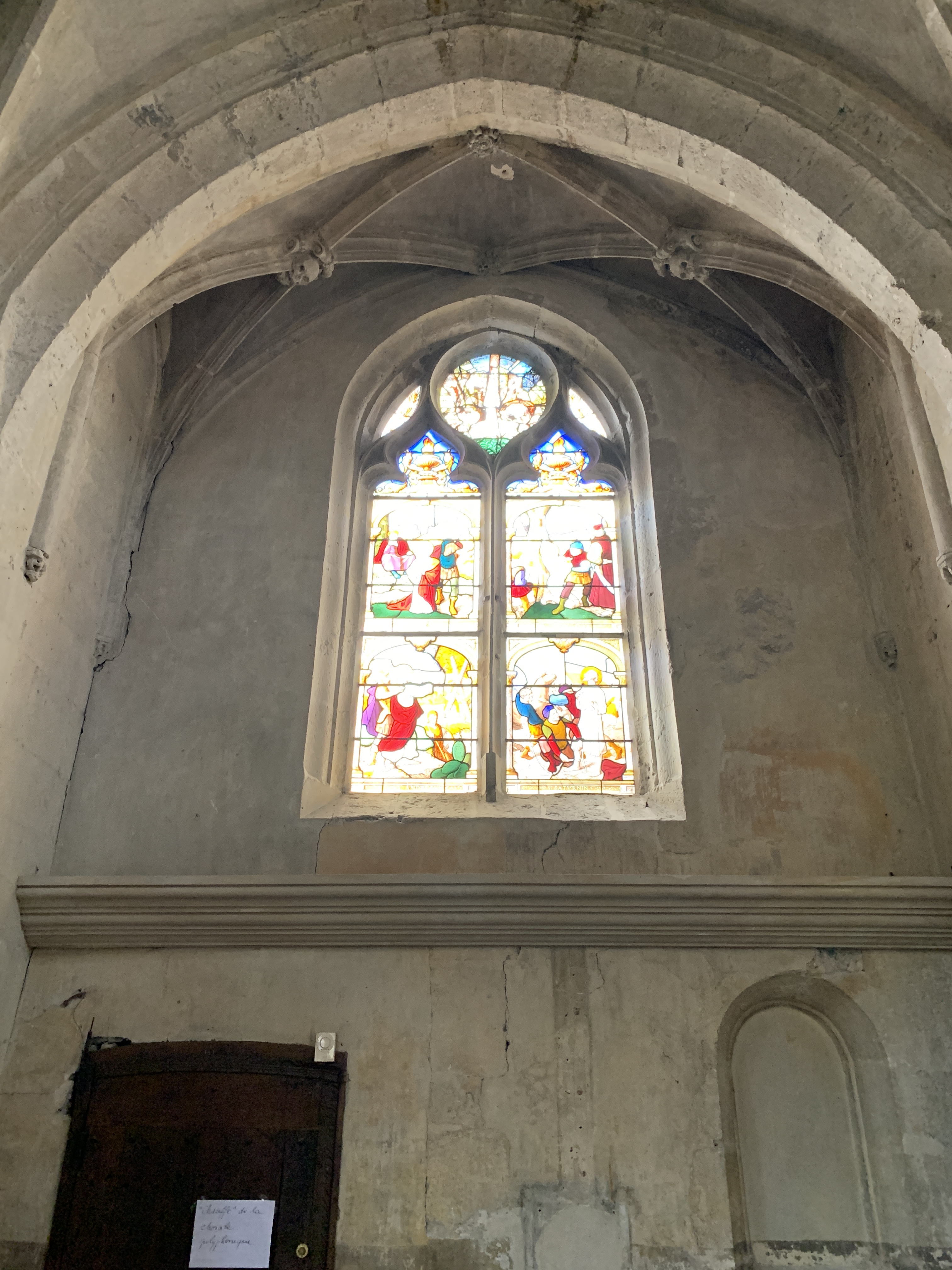
Chapelle d'accès à l'ancien cimetière (baie n° 20).

## Vitraux
Les vitraux les plus anciens datent du XVIe siècle mais beaucoup ont été détériorés pendant le siège de Chartres en 1568, lors de la deuxième guerre de religion.
Malgré ces destructions, l'édifice présente un ensemble de 20 verrières classées monuments historiques en tant qu'objet, :
- Huit verrière figurées pour les fenêtres basses du chœur et de la nef : scènes de la vie de la Vierge, scènes de la vie de saints et martyrs, famille de donateurs, décor d'architecture (baies 7, 9, 11 à 15, 18)[2] ;
- Les onze fenêtres hautes du chœur (baies 100 à 110)[6].
- Le tympan du Martyre de saint Pierre, au bas de la nef (baie 20)[4].

Vitraux monuments historiques en dehors des chapelles
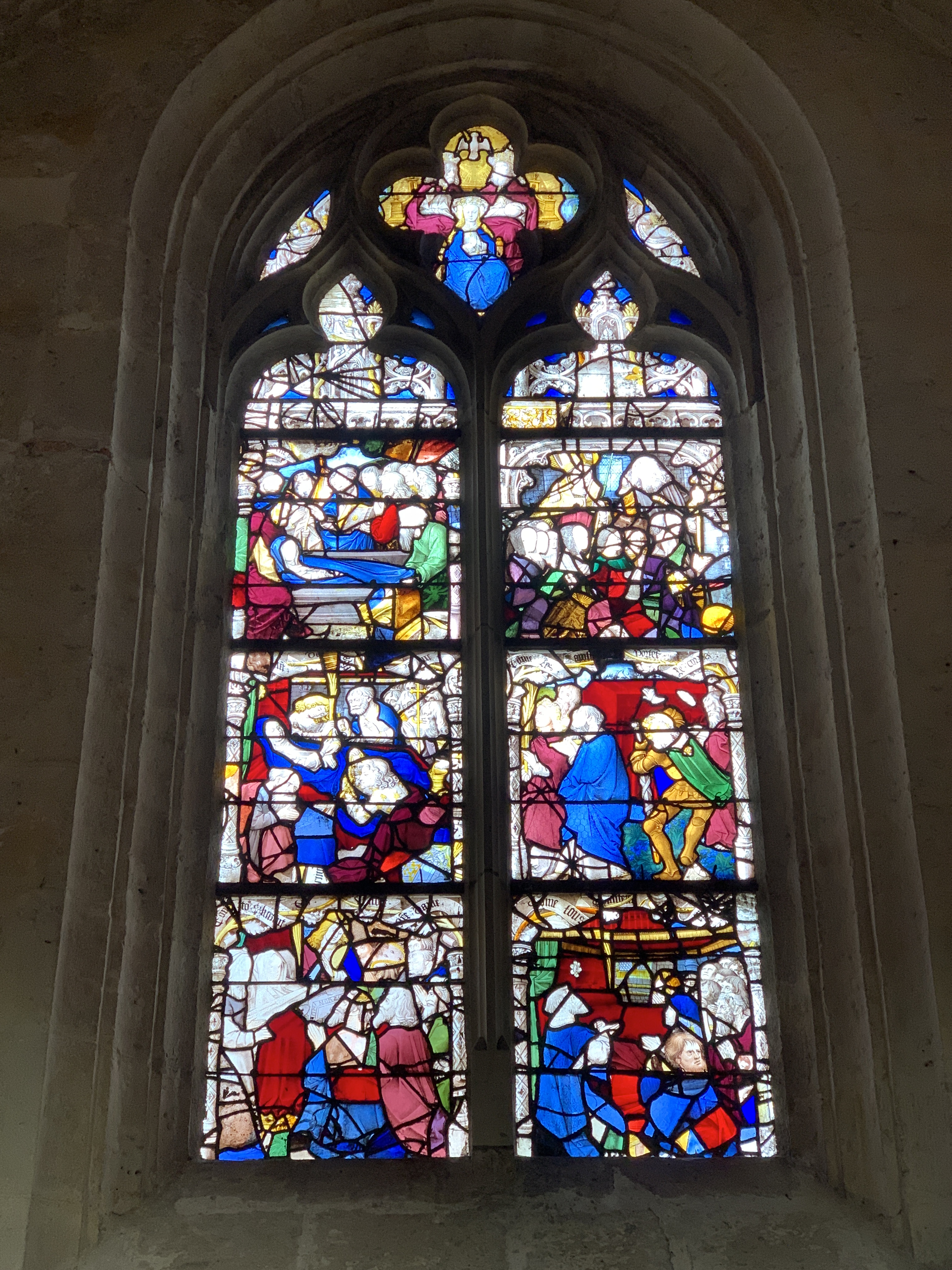
Baie n° 9, 1er quart du XVIIe siècle.
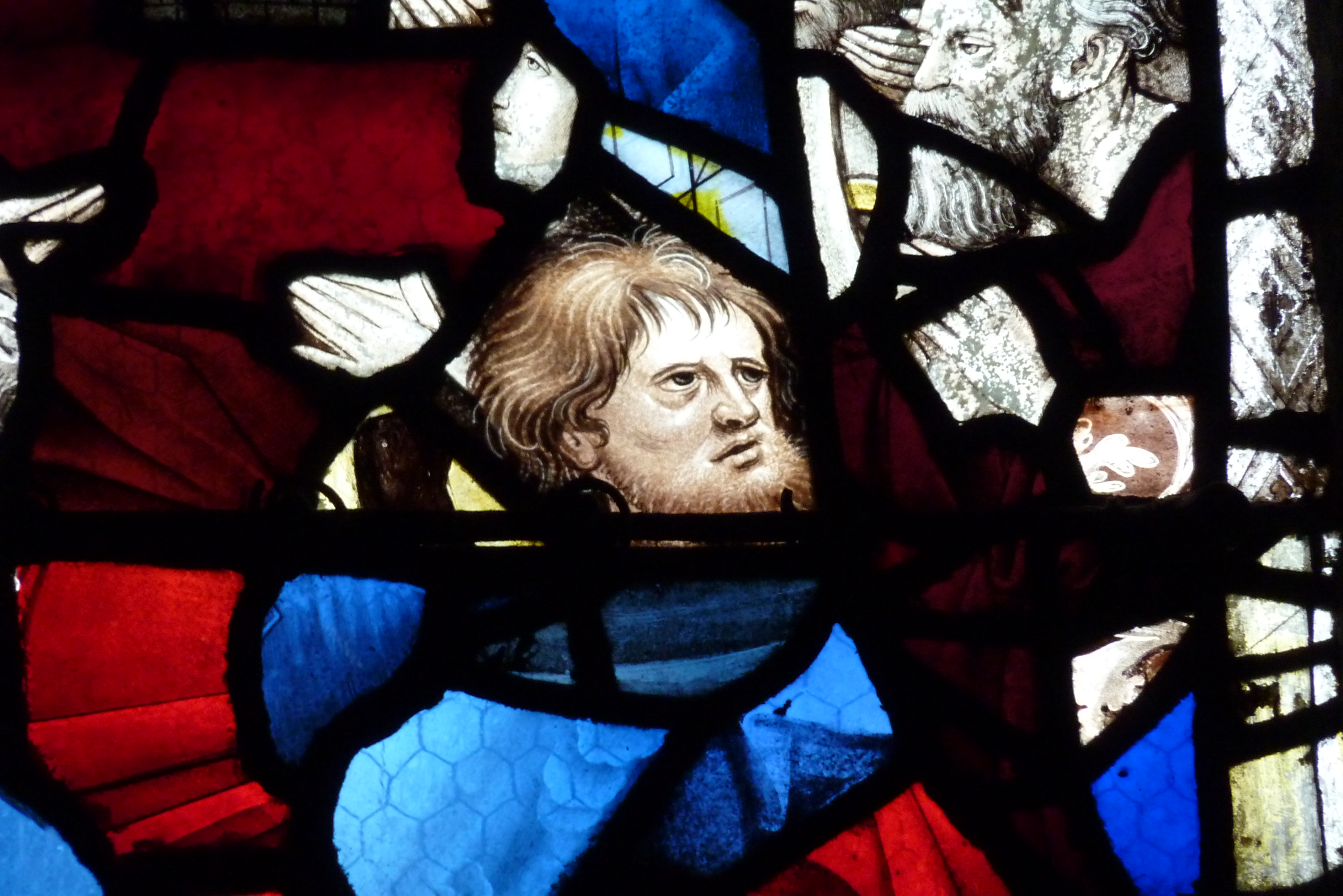
Portrait détail de la baie n ° 9.
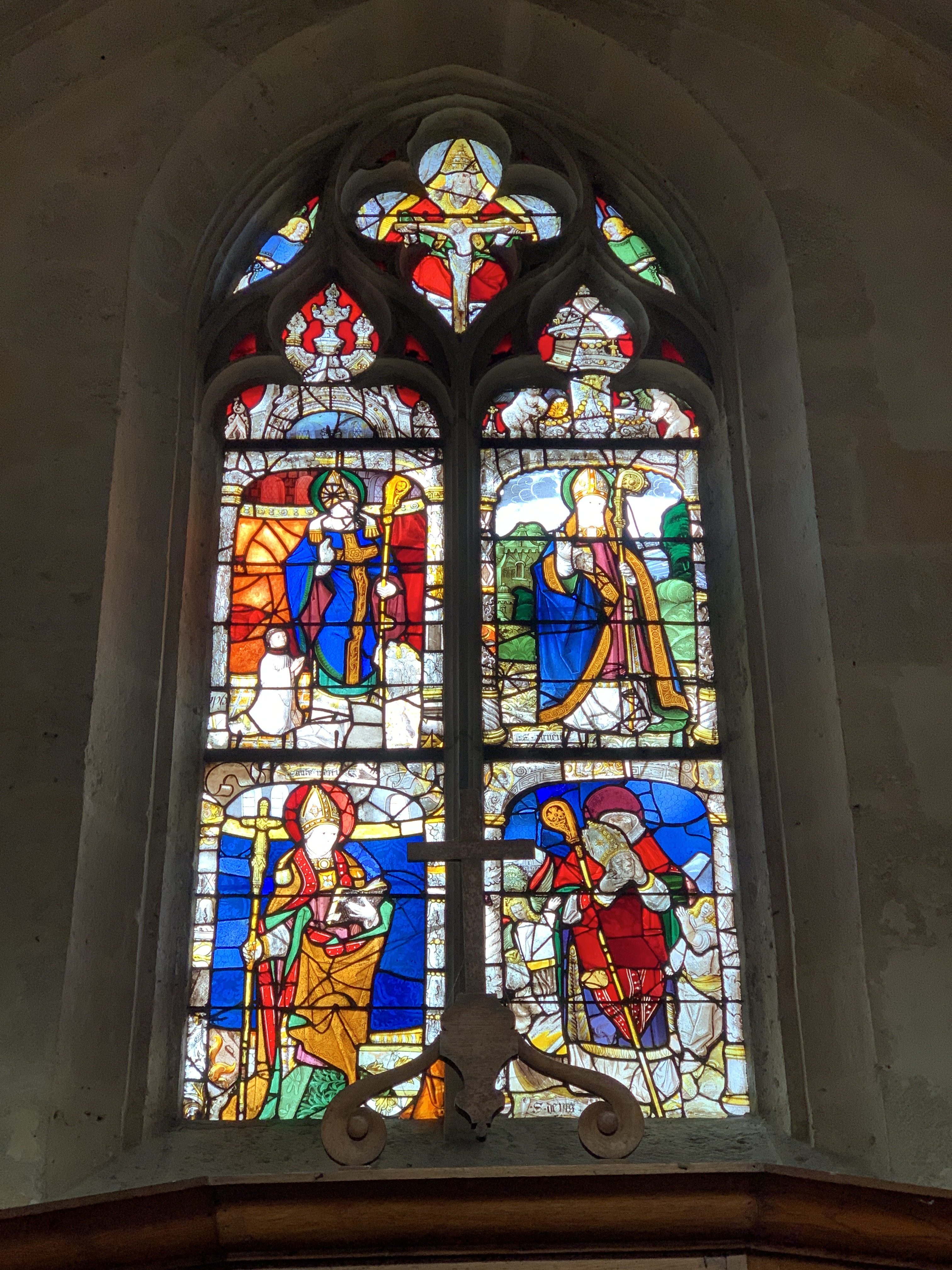
Baie n° 11, 1er quart du XVIIe siècle.
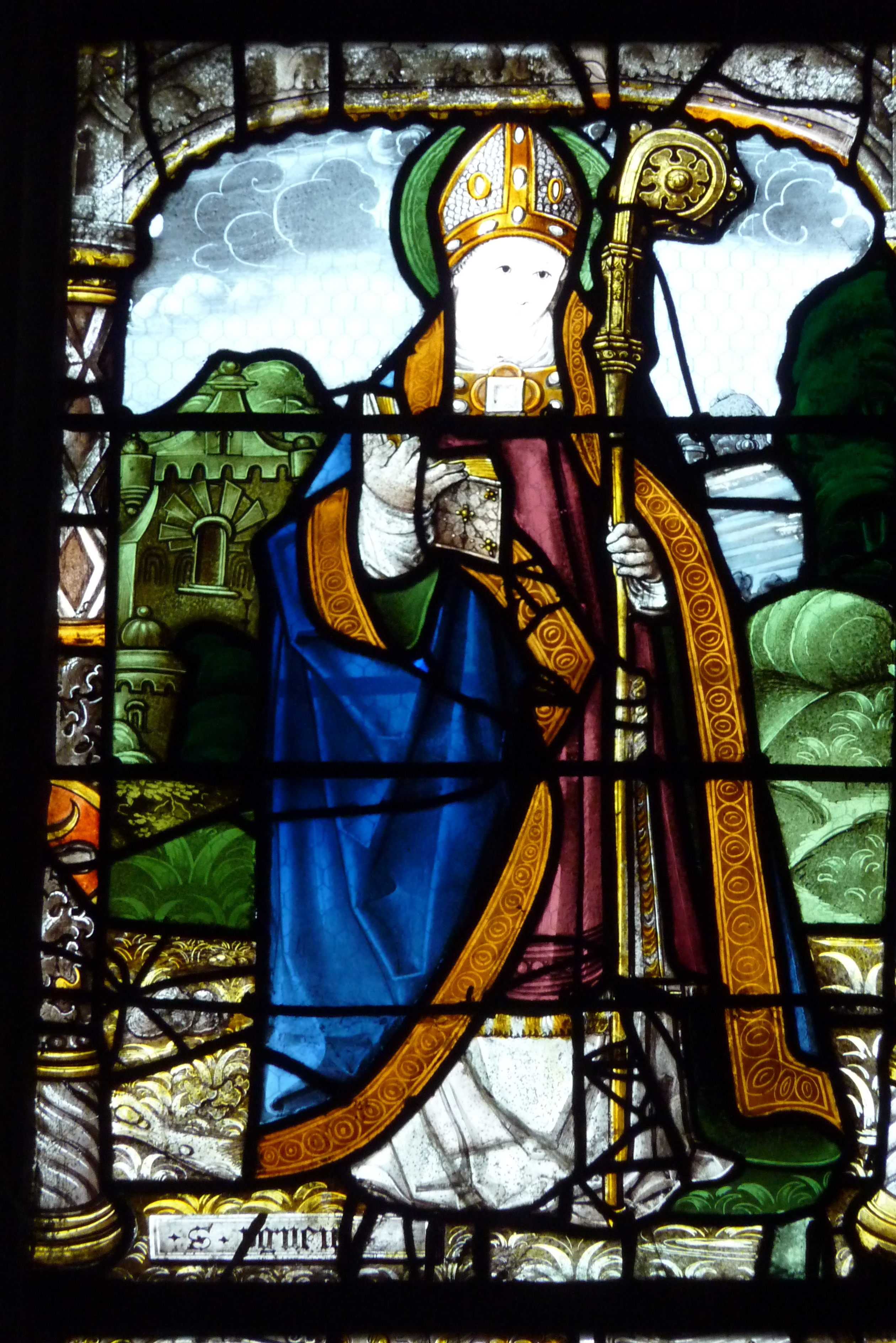
Saint Aignan détail de la baie n ° 11.
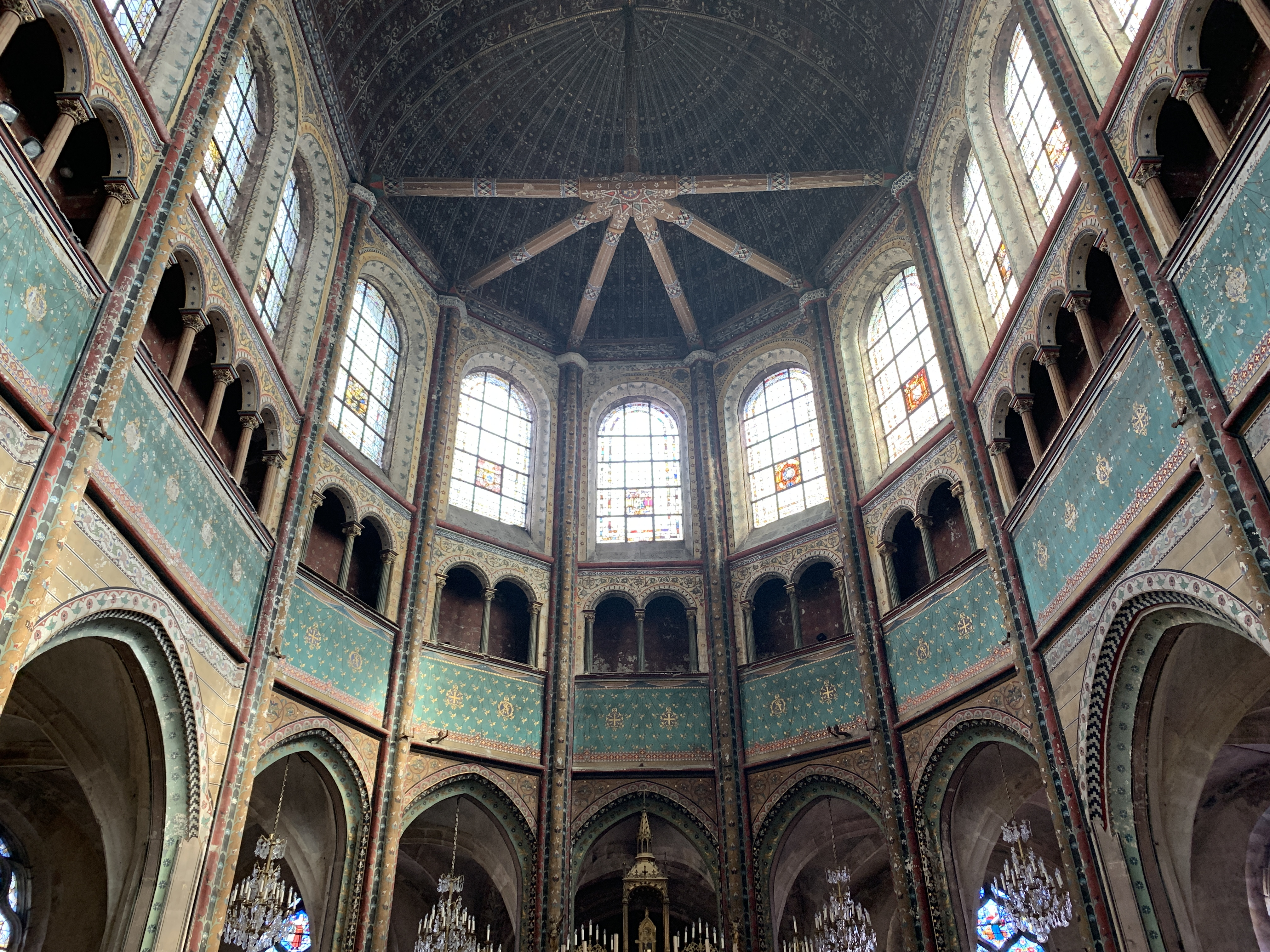
Les fenêtres hautes du chœur, baies n° 100 à 110.
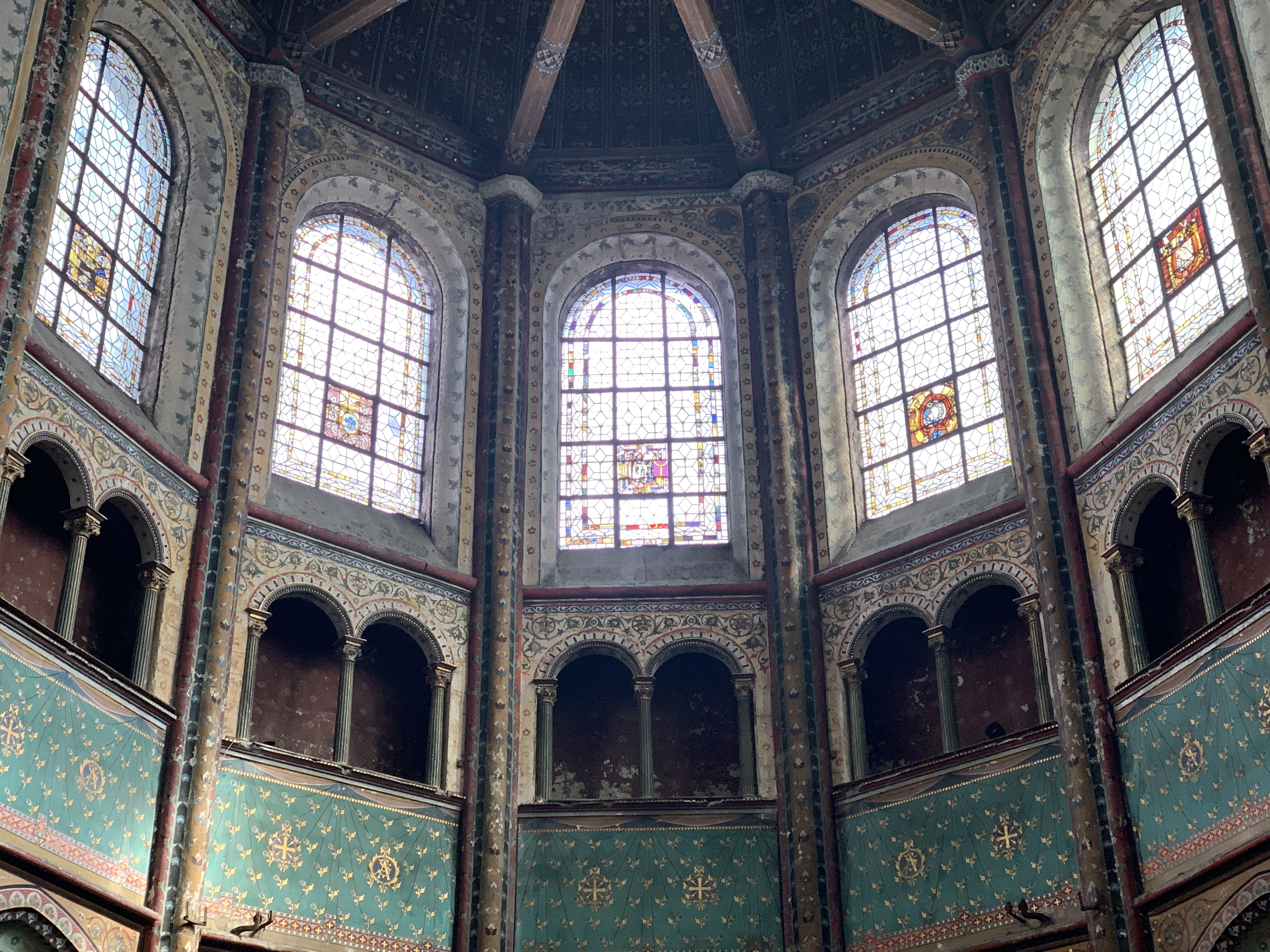
Les fenêtres hautes du chœur, baies n° 100 à 104.

La rose de la façade ouest, « Jésus soleil de justice », date du début du XVIIe siècle.
Les vitraux plus récents ont été réalisés fin XIXe par les ateliers Lorin de Chartres et la Fabrique de vitraux du carmel du Mans :

Vitraux de l'atelier Lorin
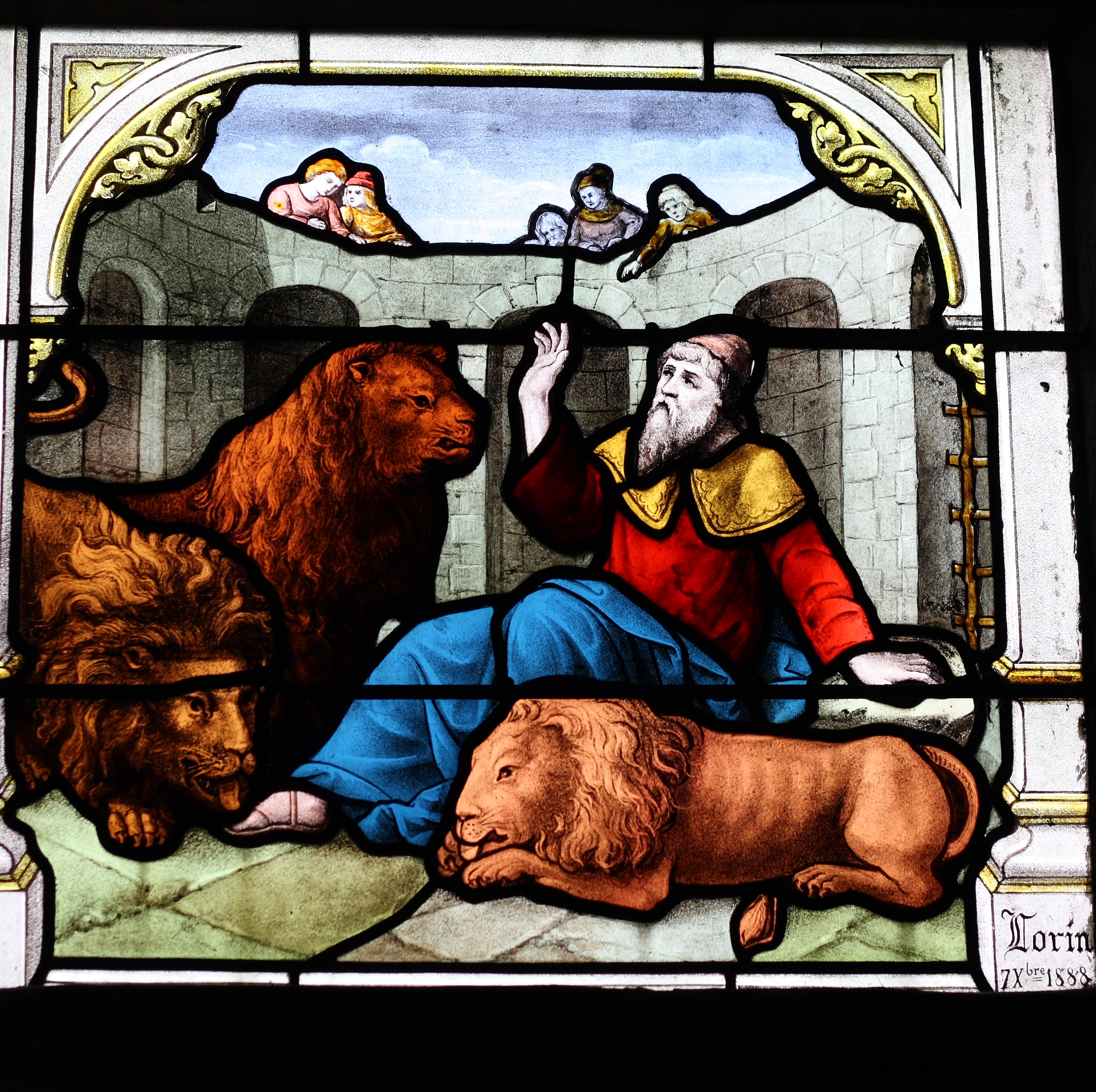
Baie 3 Scènes de l'Ancien Testament Daniel dans la fosse aux lions, 1888.
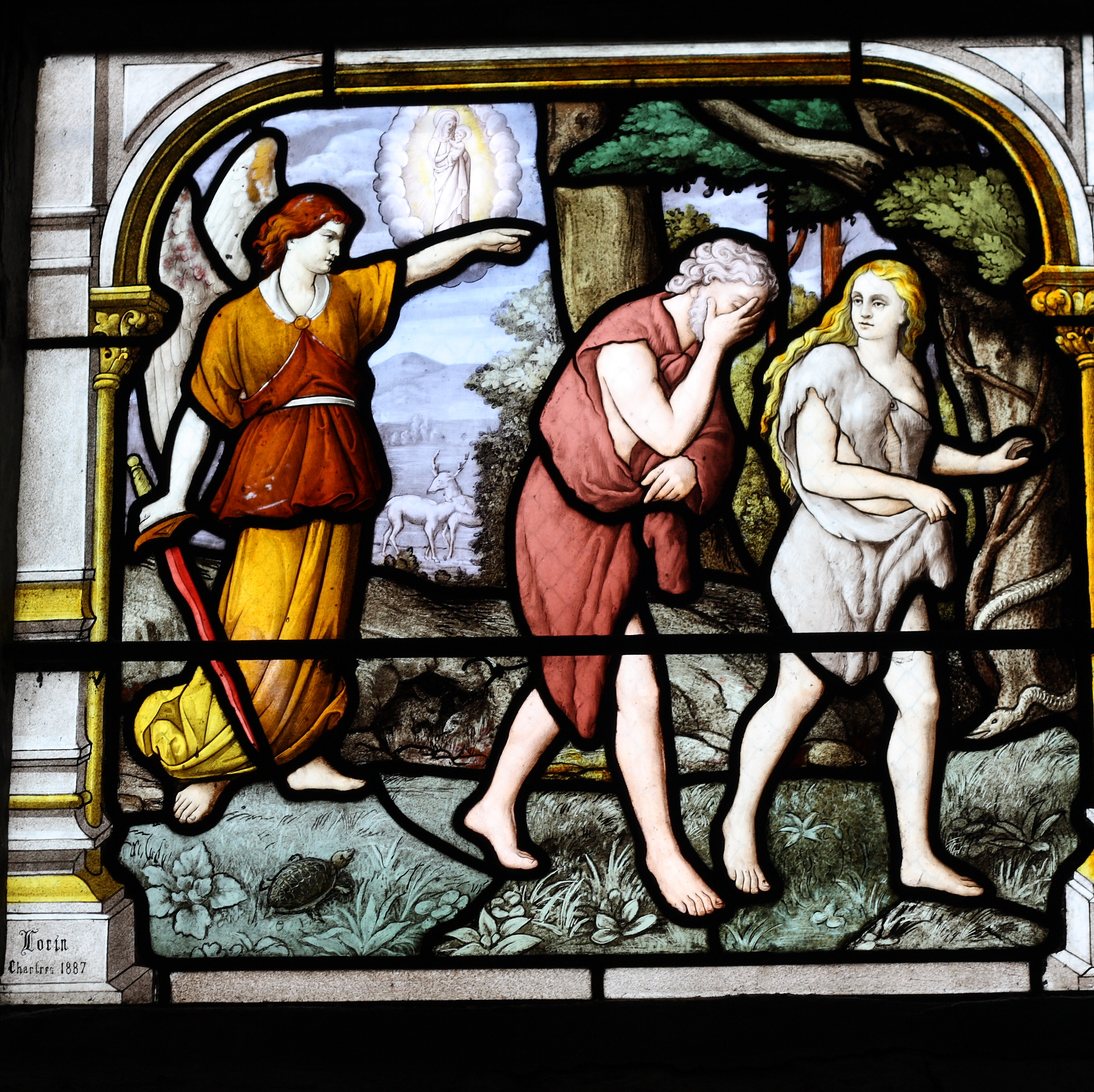
Baie 5 Scènes de l'Ancien Testament Adam et Ève chassés du Paradis, 1887.
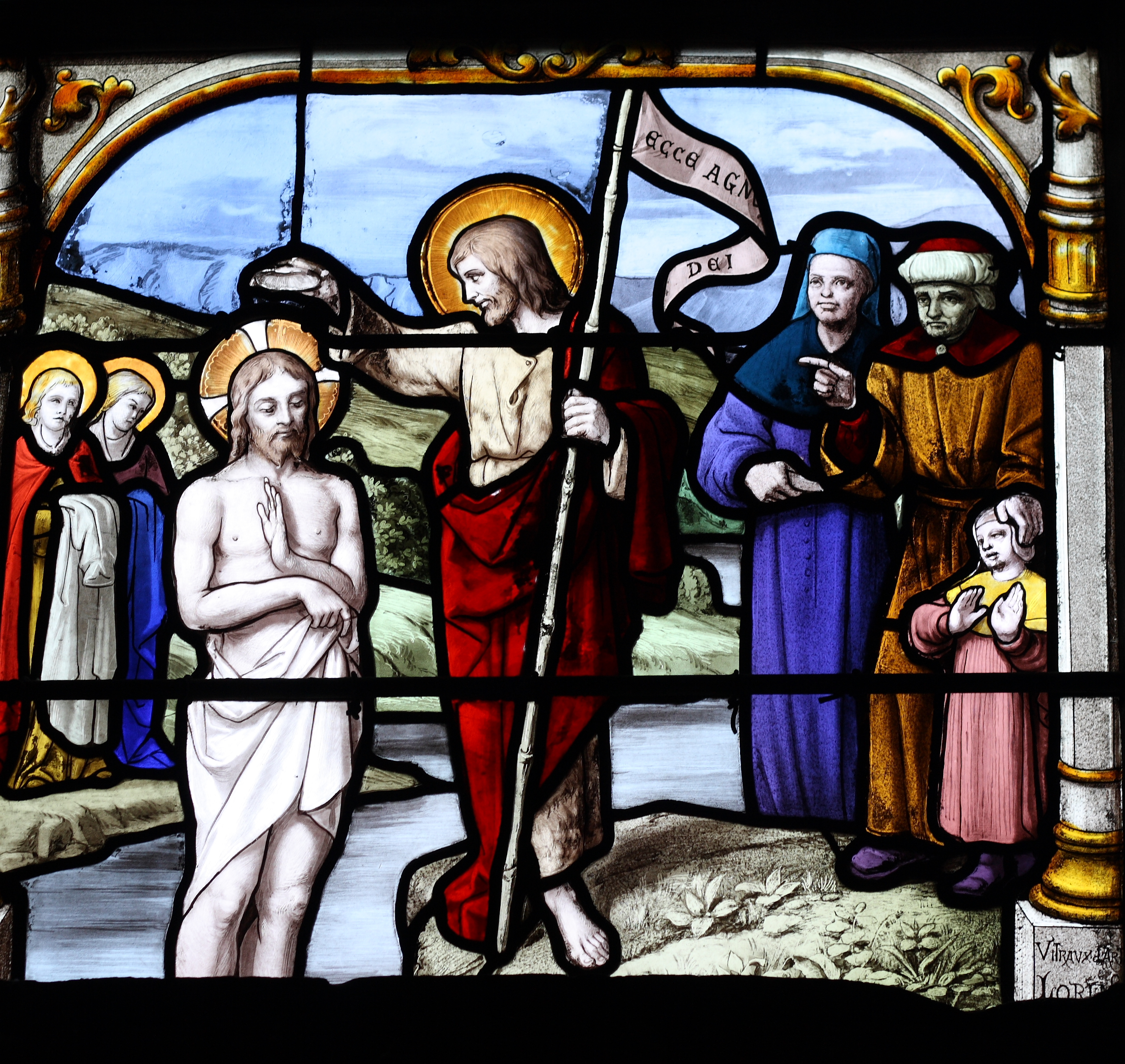
Baie 4 Scènes de la vie du Christ Baptême de Jésus-Christ.
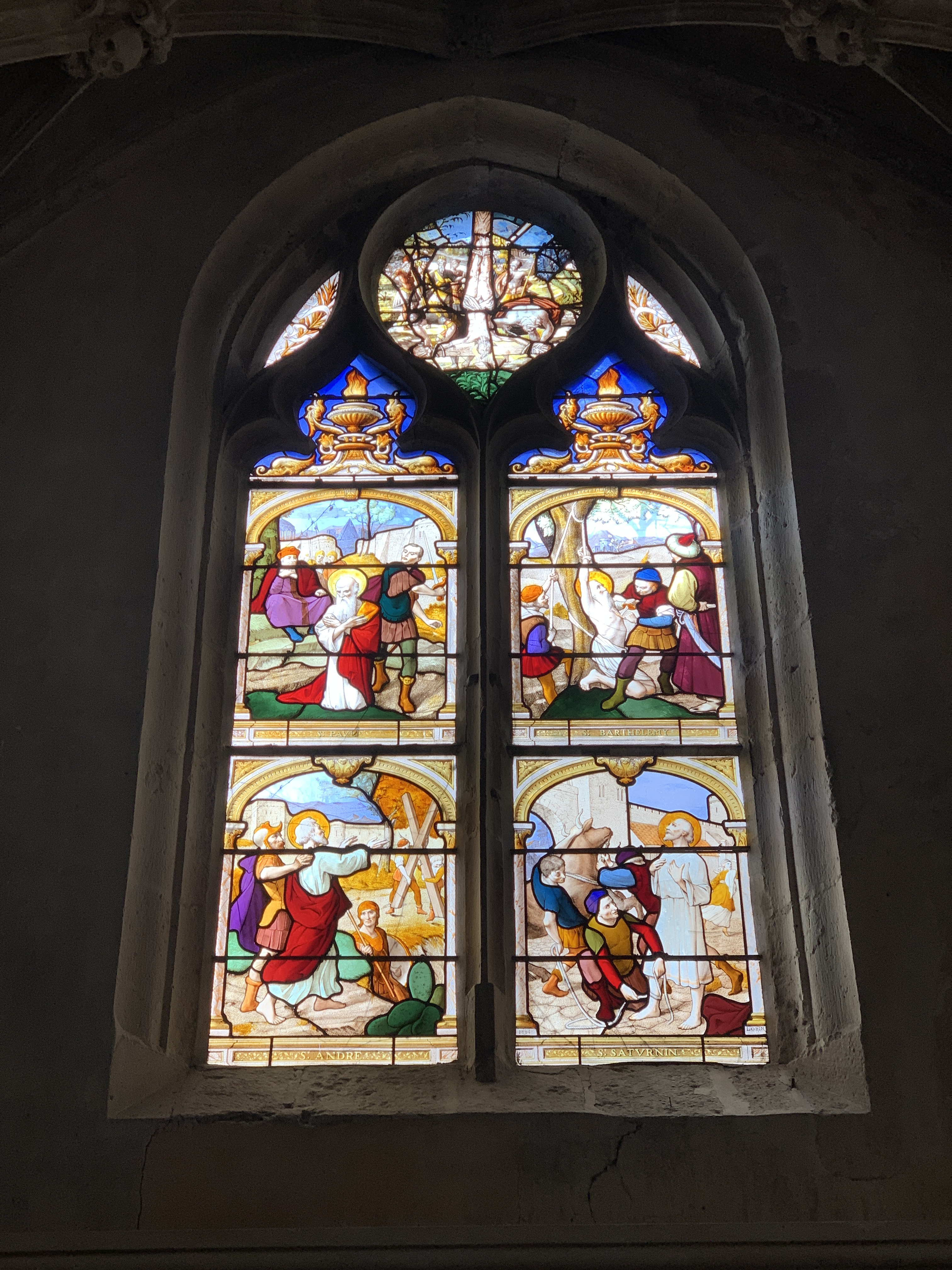
Baie 20 Le Martyre de saint Pierre, XVIIe siècle, 1894 Classé MH (1840)[4].

## Mobilier

### Peintures

#### Tableaux
Six tableaux sont classés monuments historiques :
- Le Baptême du Christ, huile sur toile, 4o quart du XVIIe siècle[7] ;
- Le Repos en Égypte ou  La Vierge à la source, huile sur toile, école italienne, XVIe siècle[8] ;
- La Sainte Famille, huile sur toile, 4o quart du XVIe siècle[9];
- Le Christ au Jardin des oliviers, huile sur toile, école française, XVIe siècle[10] ;
- Le Portement de croix, huile sur toile, XVIIe siècle, œuvre réputée disparue (?)[11] ;
- Le Christ devant Pilate, huile sur toile, Claude Vignon, 1630, déplacé au musée des Beaux-Arts de Chartres[12].

Tableaux
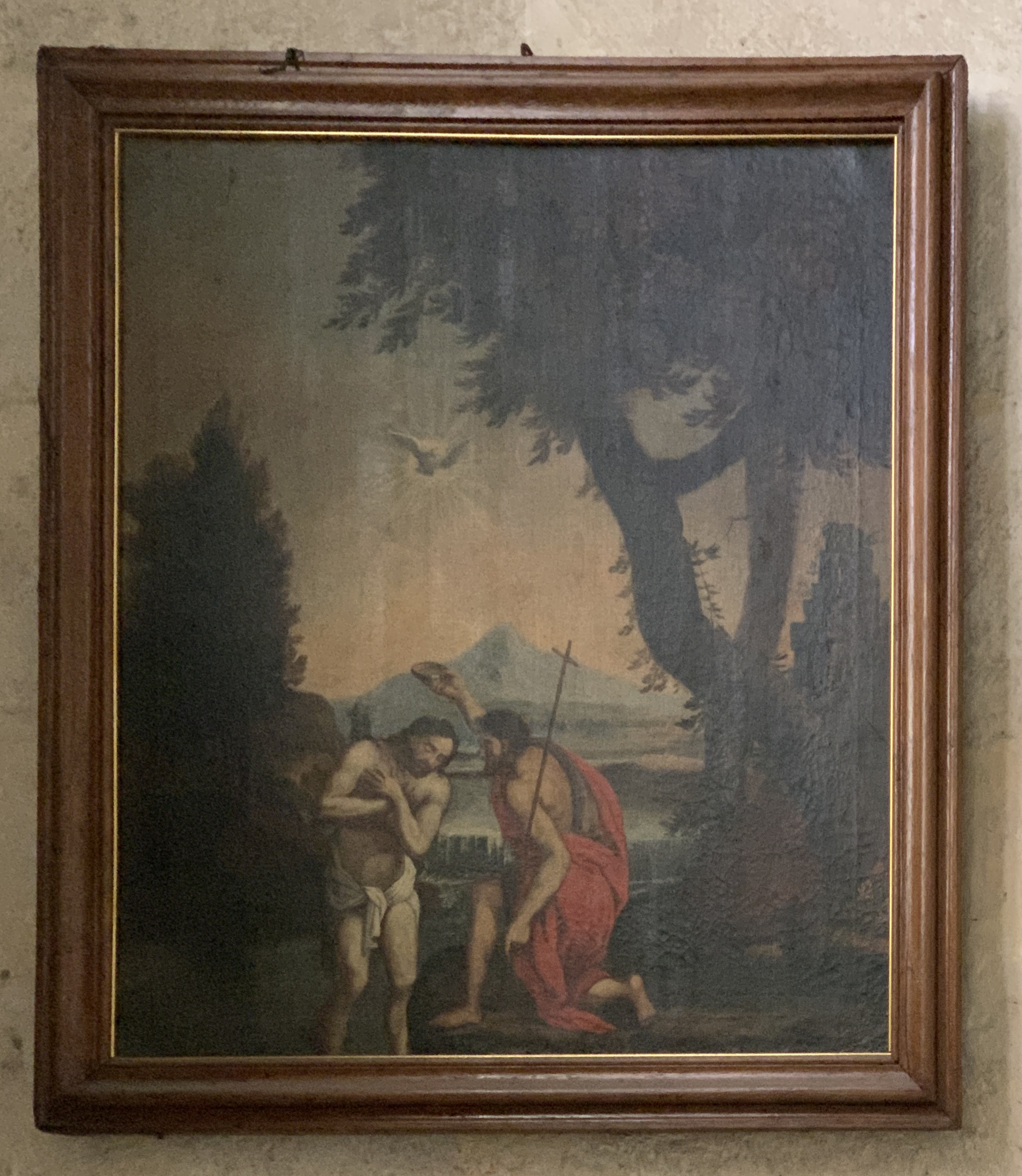
Le Baptême du Christ, 1675-1700[7].
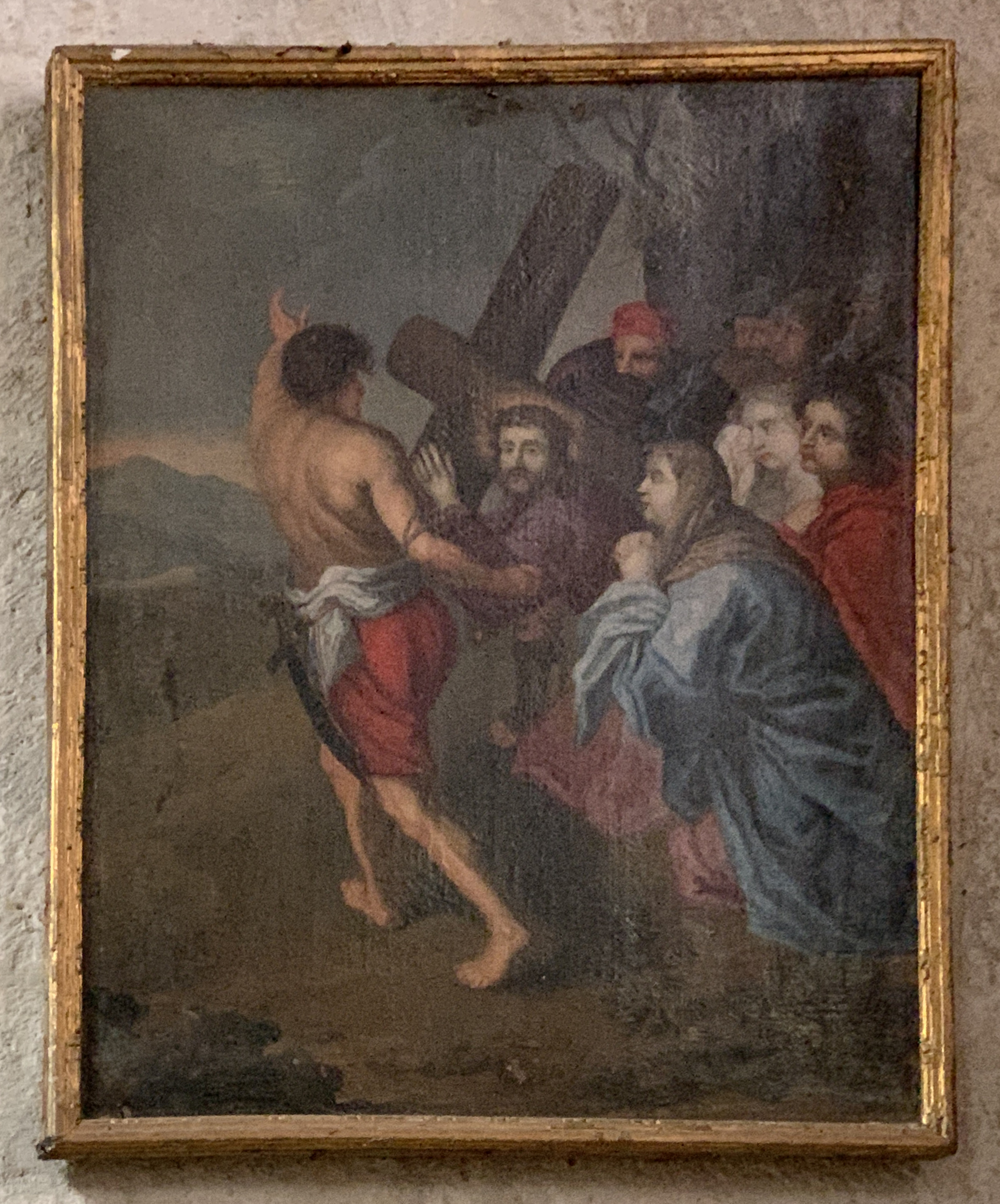
Le Portement de croix, XVIIe siècle[11].
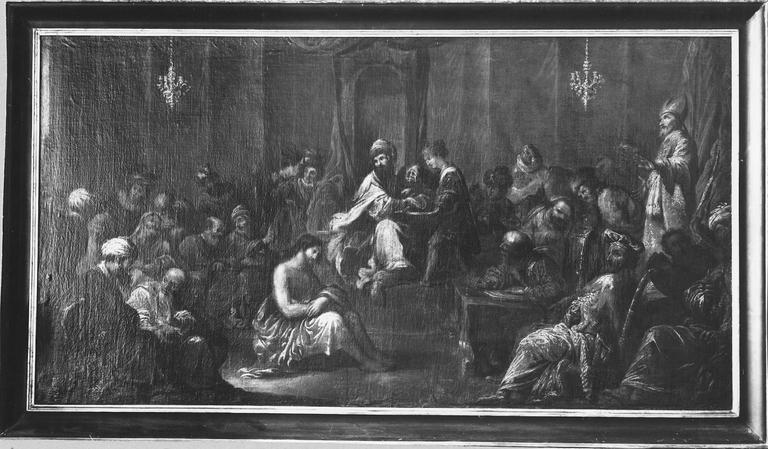
Le Christ devant Pilate, 1630, musée de Chartres.

#### Fresques polychromes
Ces fresques polychromes du XIXe siècle, qui recouvrent la nef, le chœur, la voûte et le mur du portail ouest, confèrent à cet édifice une allure toute particulière.

Fresques polychromes
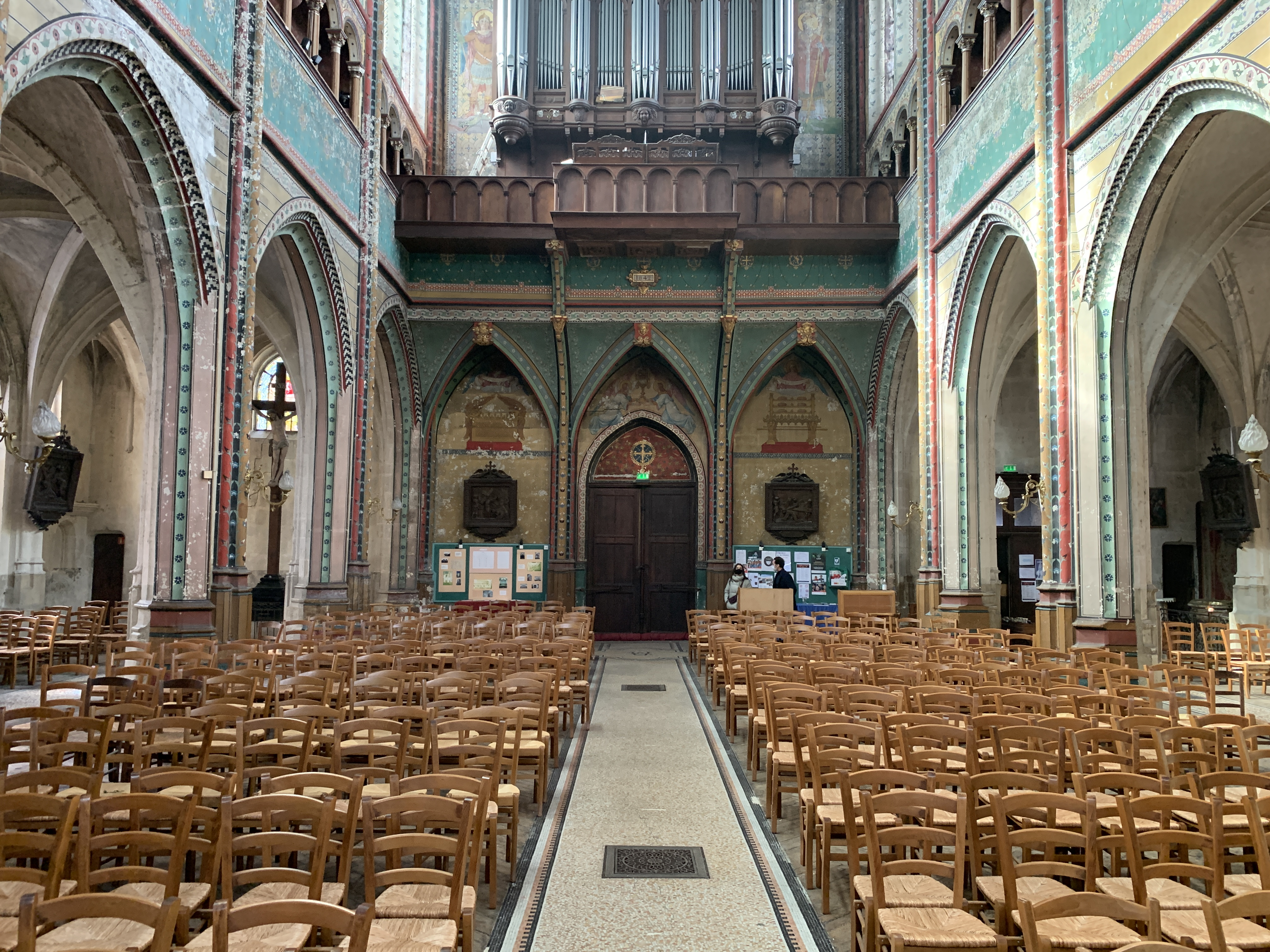
Nef et mur ouest, vue du chœur.
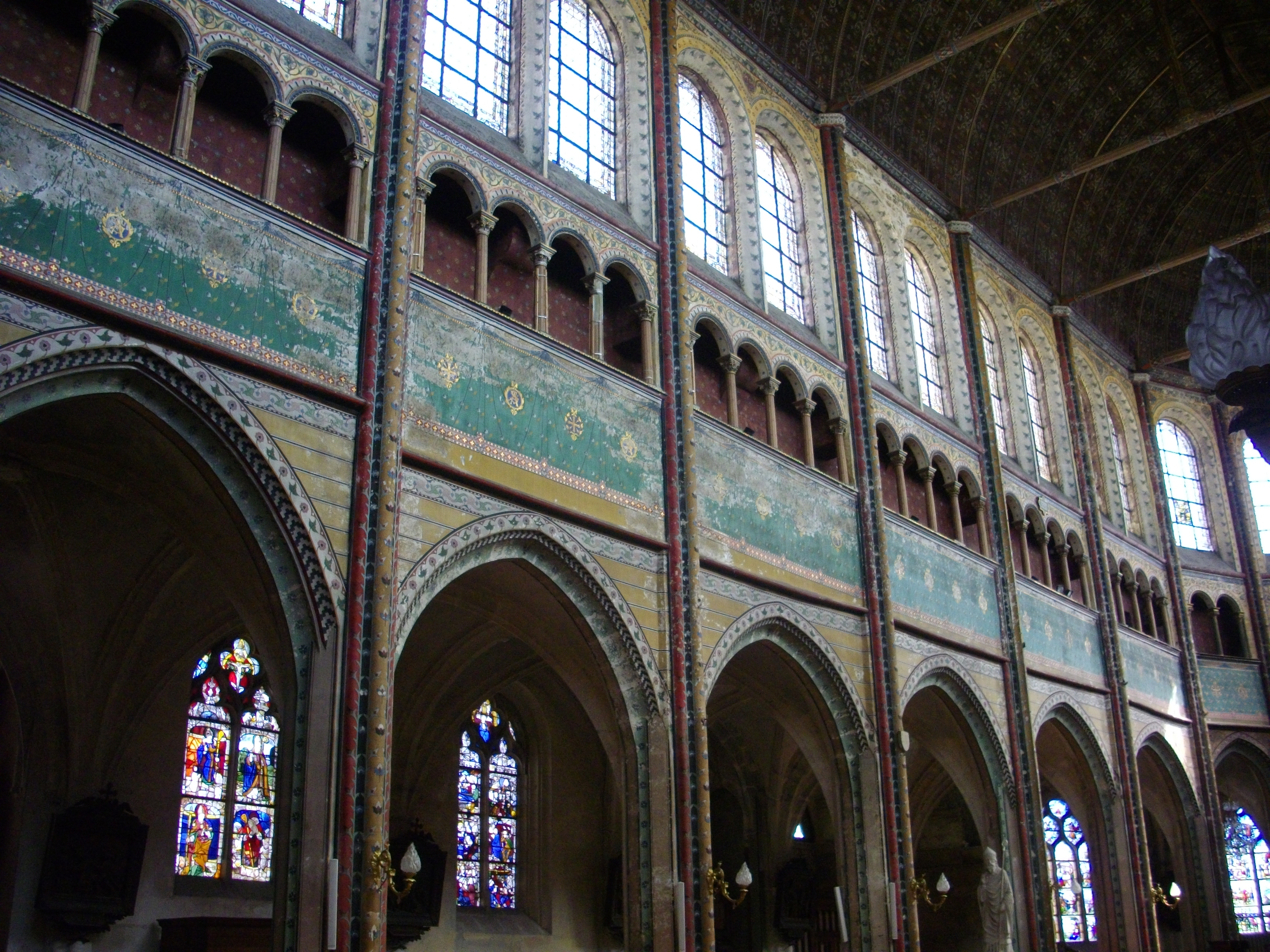
Nef, côté nord.
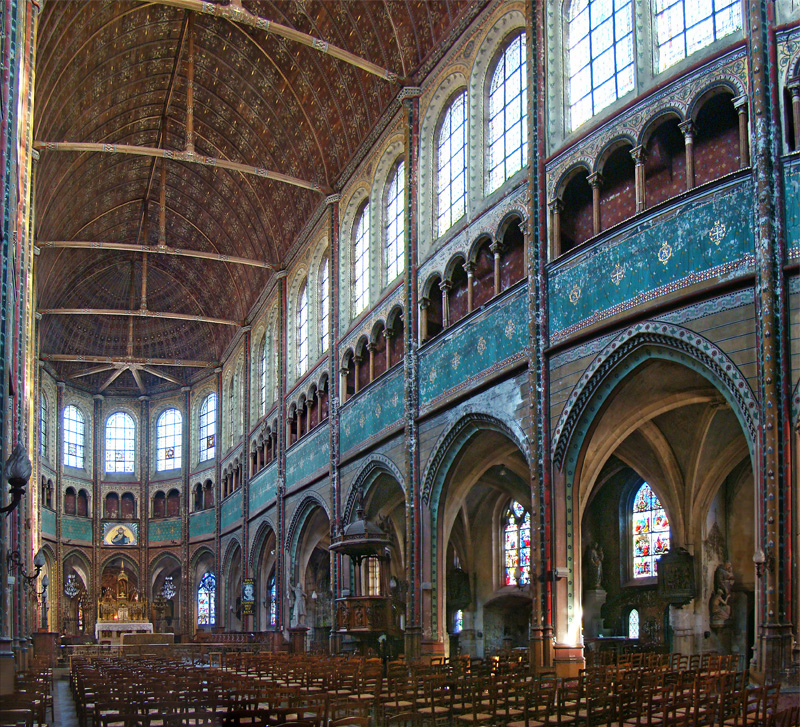
Nef côté sud et voûte.
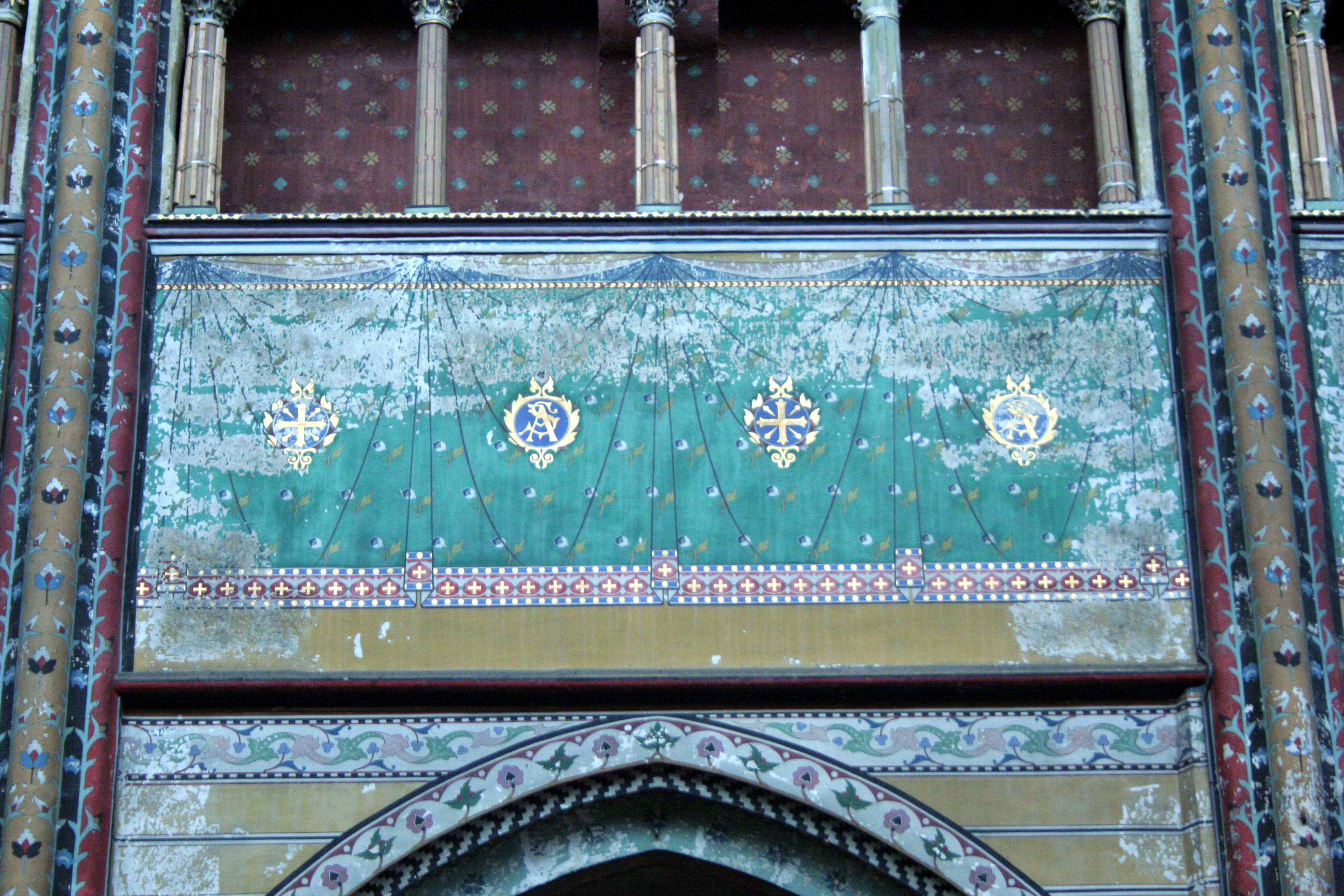
Détail de la nef.
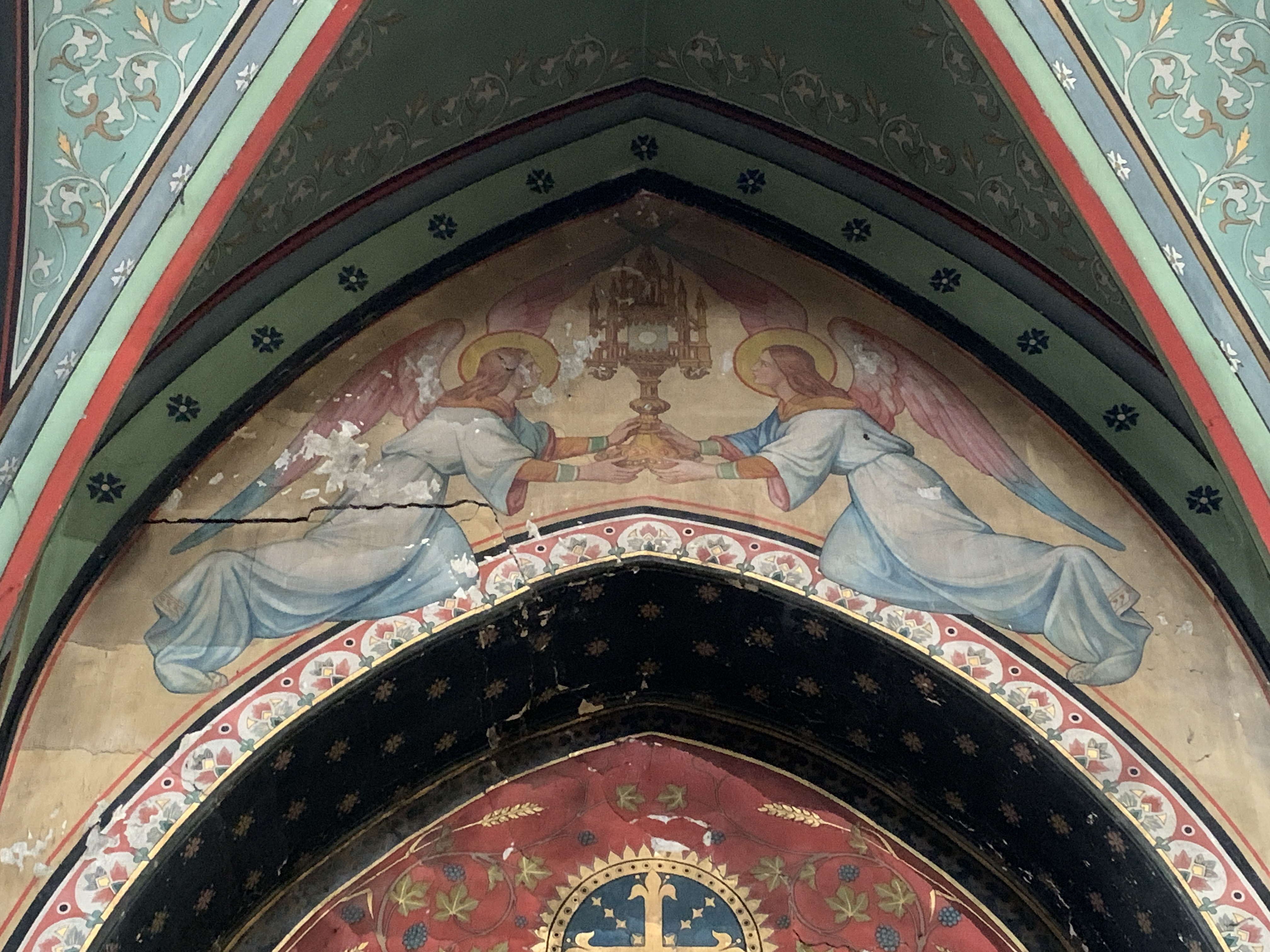
Tympan central : le Saint-Sacrement porté par les anges.
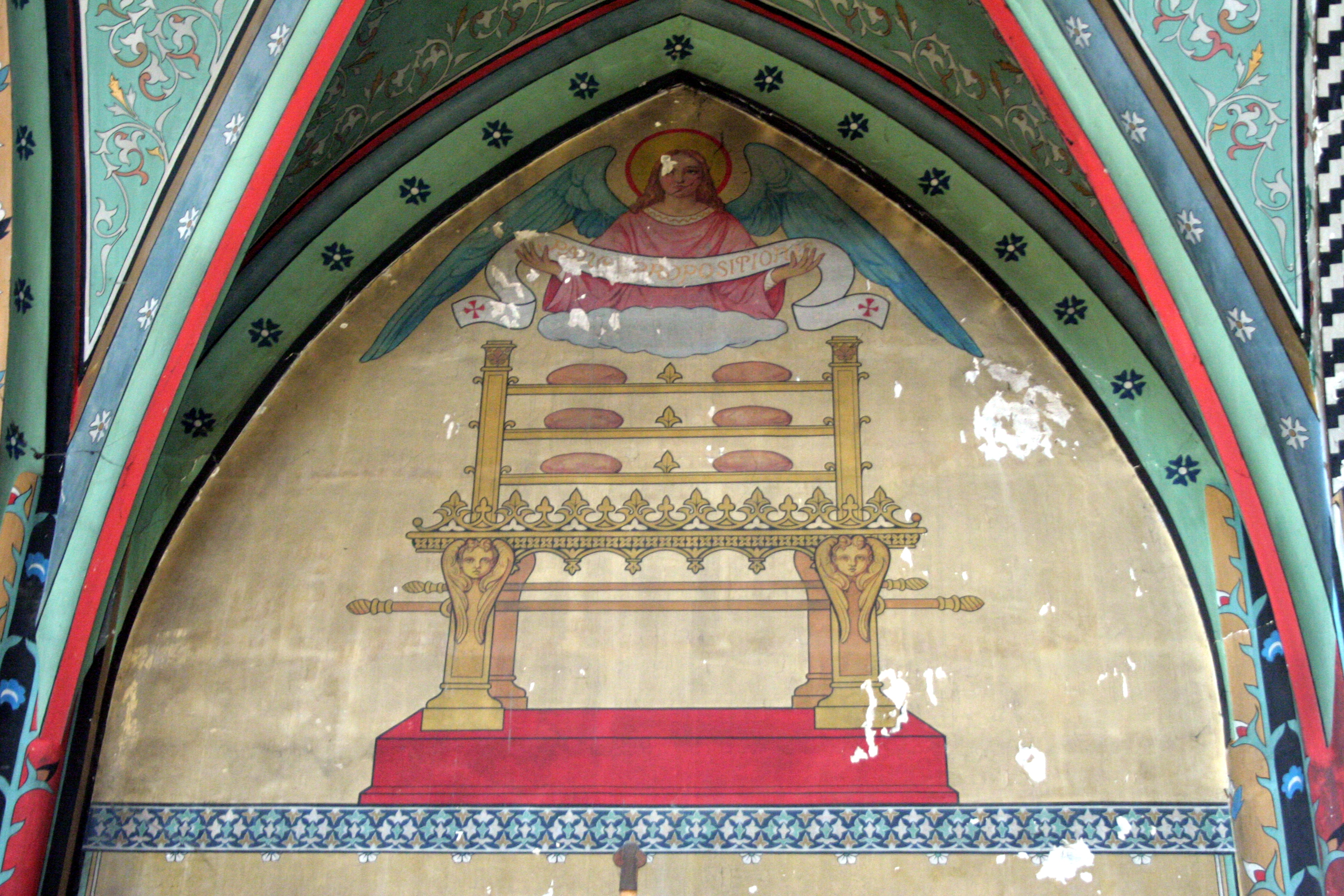
Tympan droit : les « pains de proposition ».

#### Autres décorations
- Clefs de voute armoriées ;
- Dédicaces de corporations (« Messieurs les Chaussetiers »).

### Orgue

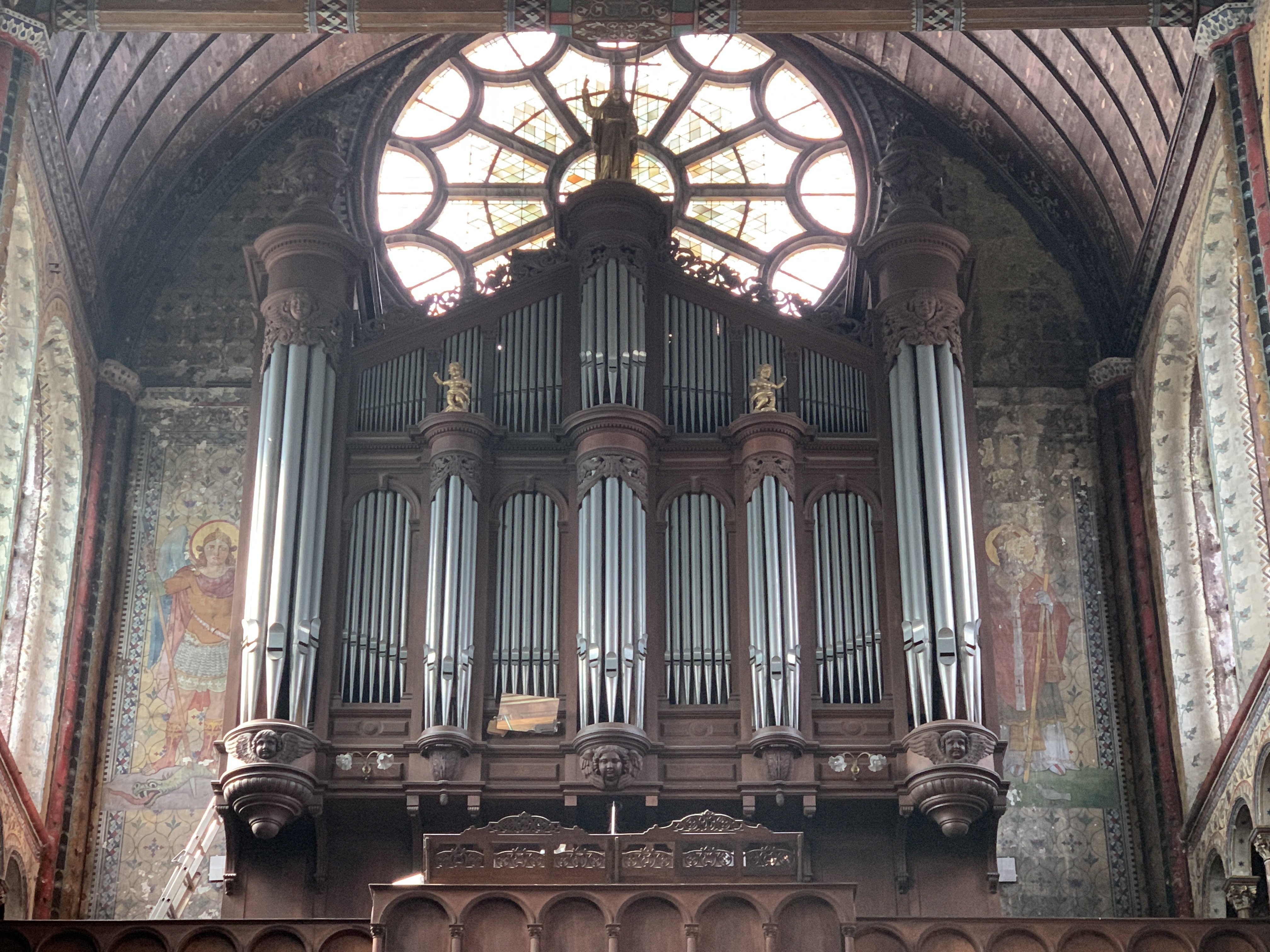
L'orgue de tribune, encadré par les peintures de saint Michel et saint Aignan.

L'orgue de Saint-Aignan a été construit par Joseph Merklin à la fin du XIXe siècle. En 1969, cet instrument a été électrifié par la maison Danion-Gonzalez et sa composition a été modifiée (ajout de mixtures et de mutations).
Elle est actuellement la suivante :
- Pédale (30 notes) : Soubasse 16, Bourdon 8, Contrebasse 16 ;
- Grand-orgue (56 notes) : Bourdon 16, Bourdon 8, Flûte harmonique 8, Montre 8, Prestant 4, Doublette 2, Plein jeu IV rangs, Cymbale II rangs, Trompette 8, Clairon 4, Cromorne 8 ;
- Récit expressif (56 notes) : Cor de nuit 8, Gambe 8, Voix céleste 8, Flûte 4, Octavin 2, Sesquialtera II rangs, Trompette 8, Voix humaine 8, Hautbois 8.

## Paroisse et doyenné
L'église Saint-Aignan fait partie de la paroisse Notre-Dame, Chartres ville, rattachée au doyenné de Chartres. L'église Saint-Aignan est desservie depuis 2008 par la Fraternité sacerdotale Saint-Pierre. La messe y est célébrée 6 jours par semaine selon la forme extraordinaire du rite romain.